# Australie aux Jeux olympiques d'été de 2020
L'Australie participe aux Jeux olympiques de 2020 à Tokyo au Japon. Il s'agit de sa 29e participation à des Jeux d'été. L'Australie est présente depuis leurs débuts à toutes les éditions des Jeux olympiques.
Il s'agit de la plus grosse délégation australienne aux Jeux olympiques en dehors de ses frontières avec 488 athlètes (aux Jeux olympiques d'été de 2000 à Sydney, l'Australie aligne 617 athlètes).
Le Comité international olympique autorise à partir de ces Jeux à ce que les délégations présentent deux porte-drapeaux, une femme et un homme, pour la cérémonie d'ouverture. Le joueur de basket-ball Patrick Mills et la nageuse Cate Campbell sont nommés par le Comité olympique australien le 7 juillet 2021 ; Patrick Mills est le premier porte-drapeau aborigène de l'histoire du pays tandis que Cate Campbell est la première nageuse australienne ayant ce rôle.

## Médaillés

### Médaillés d'or
| Sport       | Discipline                          | Athlète(s)                                                                                                 | Performance          | Date       |
| ----------- | ----------------------------------- | --- | -------------------- | ---------- |
| Natation    | Relais 4 × 100 m nage libre féminin | Bronte Campbell Cate Campbell Meg Harris Emma McKeon Mollie O'Callaghan Madison Wilson                     | 3 min 29 s 69 WR     | 25 juillet |
| Natation    | 400 m nage libre féminin            | Ariarne Titmus                                                                                             | 3 min 56 s 69 OC     | 26 juillet |
| Natation    | 100 m dos féminin                   | Kaylee McKeown                                                                                             | 57 s 47 OR           | 27 juillet |
| Aviron      | Quatre sans barreur féminin         | Lucy Stephan Rosemary Popa Jessica Morrison Annabelle McIntyre                                             | 6 min 15 s 37 OR     | 28 juillet |
| Aviron      | Quatre sans barreur masculin        | Alexander Purnell Spencer Turrin Jack Hargreaves Alexander Hill                                            | 5 min 42 s 76 OR     | 28 juillet |
| Natation    | 200 m nage libre féminin            | Ariarne Titmus                                                                                             | 1 min 53 s 50 OR     | 28 juillet |
| Natation    | 200 m brasse masculin               | Zac Stubblety-Cook                                                                                         | 2 min 6 s 38 OR      | 29 juillet |
| Canoë-kayak | Slalom C-1 femmes                   | Jessica Fox                                                                                                | 105 s 04             | 29 juillet |
| Natation    | 100 m nage libre féminin            | Emma McKeon                                                                                                | 51 s 96 OR, OC       | 30 juillet |
| Natation    | 200 m dos féminin                   | Kaylee McKeown                                                                                             | 2 min 4 s 68         | 31 juillet |
| Natation    | 50 m nage libre féminin             | Emma McKeon                                                                                                | 23 s 81 OR           | 1er août   |
| Natation    | Relais 4 × 100 m 4 nages féminin    | Kaylee McKeown Chelsea Hodges Emma McKeon Cate Campbell Emily Seebohm Brianna Throssell Mollie O'Callaghan | 3 min 51 s 60 OR, OC | 1er août   |
| Cyclisme    | BMX freestyle masculin              | Logan Martin                                                                                               | 93,30 points         | 1er août   |
| Voile       | Laser hommes                        | Matthew Wearn                                                                                              | 53 points            | 1er août   |
| Voile       | 470 hommes                          | Mathew Belcher William Ryan                                                                                | 23 points            | 4 août     |
| Canoë-kayak | Sprint K2 1 000 m hommes            | Thomas Green Jean van der Westhuyzen                                                                       | 3 min 15 s 280       | 5 août     |
| Skateboard  | Park hommes                         | Keegan Palmer                                                                                              | 95,83 points         | 5 août     |

### Médaillés d'argent
| Sport            | Discipline                   | Athlète(s) | Performance                          | Date       |
| ---------------- | ---------------------------- | --- | ------------------------------------ | ---------- |
| Natation         | 400 m nage libre masculin    | Jack McLoughlin | 3 min 43 s 52                        | 25 juillet |
| Natation         | 100 m nage libre masculin    | Kyle Chalmers | 47 s 08                              | 29 juillet |
| Natation         | 800 m nage libre féminin     | Ariarne Titmus | 8 min 13 s 83 OC                     | 31 juillet |
| Équitation       | Concours complet par équipes | Andrew Hoy Kevin McNab Shane Rose | 100,20 points                        | 2 août     |
| Hockey sur gazon | Tournoi masculin             | Lachlan Sharp Tom Craig Tom Wickham Matt Dawson Joshua Beltz Eddie Ockenden Jake Whetton Blake Govers Dylan Martin Joshua Simmonds Tim Howard Aran Zalewski Flynn Ogilvie Daniel Beale Trent Mitton Tim Brand Andrew Charter Jeremy Hayward | Belgique Défaite 1-1 (2-3 t. a. b.)  | 5 août     |
| Beach-volley     | Tournoi féminin              | Mariafe Artacho del Solar Taliqua Clancy | Klineman / Ross Défaite 15-21, 16-21 | 6 août     |
| Athlétisme       | Saut en hauteur féminin      | Nicola McDermott | 2,02 m OC                            | 7 août     |

### Médaillés de bronze
| Sport       | Discipline                           | Athlète(s) | Performance                                | Date       |
| ----------- | ------------------------------------ | --- | ------------------------------------------ | ---------- |
| Natation    | 400 m 4 nages masculin               | Brendon Smith | 4 min 10 s 38                              | 25 juillet |
| Natation    | 100 m papillon féminin               | Emma McKeon | 55 s 72 OC                                 | 26 juillet |
| Natation    | Relais 4 × 100 m nage libre masculin | Kyle Chalmers Alexander Graham Zac Incerti Matthew Temple Cameron McEvoy                                                                                     | 3 min 10 s 22                              | 26 juillet |
| Surf        | Compétition masculine                | Owen Wright | Gabriel Medina Victoire 11,97 à 11,77      | 27 juillet |
| Canoë-kayak | Slalom K-1 femmes                    | Jessica Fox | 106 s 73                                   | 27 juillet |
| Aviron      | Quatre de couple masculin            | Caleb Antill Jack Cleary Cameron Girdlestone Luke Letcher | 5 min 33 s 97                              | 28 juillet |
| Aviron      | Quatre de couple féminin             | Caitlin Cronin Harriet Hudson Rowena Meredith Ria Thompson                                                                                                   | 6 min 12 s 08                              | 28 juillet |
| Natation    | Relais 4 × 200 m nage libre masculin | Kyle Chalmers Alexander Graham Zac Incerti Thomas Neill Mack Horton Elijah Winnington                                                                        | 7 min 1 s 84                               | 28 juillet |
| Cyclisme    | Contre-la-montre masculin            | Rohan Dennis | 56 min 8 s (à 1 min 4 s)                   | 28 juillet |
| Natation    | Relais 4 × 200 m nage libre féminin  | Emma McKeon Leah Neale Ariarne Titmus Madison Wilson Tamsin Cook Meg Harris Mollie O'Callaghan Brianna Throssell                                             | 7 min 41 s 29 OC                           | 29 juillet |
| Natation    | 100 m nage libre féminin             | Cate Campbell | 52 s 52                                    | 30 juillet |
| Natation    | 200 m dos féminin                    | Emily Seebohm | 2 min 6 s 17                               | 31 juillet |
| Natation    | Relais 4 × 100 m 4 nages mixte       | Emma McKeon Kaylee McKeown Zac Stubblety-Cook Matthew Temple Bronte Campbell Isaac Cooper Brianna Throssell                                                  | 3 min 38 s 95                              | 31 juillet |
| Tennis      | Double mixte                         | John Peers Ashleigh Barty | Stojanović / Djokovic Victoire par forfait | 31 juillet |
| Équitation  | Concours complet individuel          | Andrew Hoy | 29,60 points                               | 2 août     |
| Natation    | 10 km en eau libre féminin           | Kareena Lee | 1 h 59 min 32 s 5 (à 1 s 7)                | 4 août     |
| Cyclisme    | Poursuite par équipes masculine      | Kelland O'Brien Sam Welsford Leigh Howard Luke Plapp Alexander Porter                                                                                        |                                            | 4 août     |
| Plongeon    | Haut-vol à 10 mètres femmes          | Melissa Wu | 371,40 points                              | 5 août     |
| Athlétisme  | Décathlon                            | Ashley Moloney | 8 649 points                               | 5 août     |
| Boxe        | Poids légers hommes                  | Harry Garside | Andy Cruz Gómez Défaite 0-5                | 6 août     |
| Athlétisme  | Lancer du javelot féminin            | Kelsey-Lee Barber | 64,56 m                                    | 6 août     |
| Basket-ball | Tournoi masculin                     | Aron Baynes Matthew Dellavedova Dante Exum Chris Goulding Josh Green Joe Ingles Nick Kay Jock Landale Patrick Mills Duop Reath Nathan Sobey Matisse Thybulle | Slovénie Victoire 107-93                   | 7 août     |

### Statistiques (par sport, par jour, par sexe, multi-médaillés)
| Sport            |    |   |    | Total |
| ---------------- | -- | - | -- | ----- |
| Athlétisme       | 0  | 1 | 2  | 3     |
| Aviron           | 2  | 0 | 2  | 4     |
| Basket-ball      | 0  | 0 | 1  | 1     |
| Beach-volley     | 0  | 1 | 0  | 1     |
| Boxe             | 0  | 0 | 1  | 1     |
| Canoë-kayak      | 2  | 0 | 1  | 3     |
| Cyclisme         | 1  | 0 | 2  | 3     |
| Équitation       | 0  | 1 | 1  | 2     |
| Hockey sur gazon | 0  | 1 | 0  | 1     |
| Natation         | 9  | 3 | 9  | 21    |
| Plongeon         | 0  | 0 | 1  | 1     |
| Skateboard       | 1  | 0 | 0  | 1     |
| Surf             | 0  | 0 | 1  | 1     |
| Tennis           | 0  | 0 | 1  | 1     |
| Voile            | 2  | 0 | 0  | 2     |
| Total            | 17 | 7 | 22 | 46    |

| Jour       |    |   |    | Total |
| ---------- | -- | - | -- | ----- |
| 25 juillet | 1  | 1 | 1  | 3     |
| 26 juillet | 1  | 0 | 2  | 3     |
| 27 juillet | 1  | 0 | 2  | 3     |
| 28 juillet | 3  | 0 | 4  | 7     |
| 29 juillet | 2  | 1 | 1  | 4     |
| 30 juillet | 1  | 0 | 1  | 2     |
| 31 juillet | 1  | 1 | 3  | 5     |
| 1er août   | 4  | 0 | 0  | 4     |
| 2 août     | 0  | 1 | 1  | 2     |
| 4 août     | 1  | 0 | 2  | 3     |
| 5 août     | 2  | 1 | 2  | 5     |
| 6 août     | 0  | 1 | 2  | 3     |
| 7 août     | 0  | 1 | 1  | 2     |
| Total      | 17 | 7 | 22 | 46    |

| Sexe   |    |   |    | Total |
| ------ | -- | - | -- | ----- |
| Femmes | 10 | 3 | 9  | 22    |
| Hommes | 7  | 3 | 10 | 20    |
| Mixte  | 0  | 1 | 3  | 4     |
| Total  | 17 | 7 | 22 | 46    |

| Athlète            | Sport      |   |   |   | Total |
| ------------------ | ---------- | - | - | - | ----- |
| Emma McKeon        | Natation   | 4 | 0 | 3 | 7     |
| Kaylee McKeown     | Natation   | 3 | 0 | 1 | 4     |
| Ariarne Titmus     | Natation   | 2 | 1 | 1 | 4     |
| Mollie O'Callaghan | Natation   | 2 | 0 | 1 | 3     |
| Cate Campbell      | Natation   | 2 | 0 | 1 | 3     |
| Brianna Throssell  | Natation   | 1 | 0 | 2 | 3     |
| Emily Seebohm      | Natation   | 1 | 0 | 1 | 2     |
| Zac Stubblety-Cook | Natation   | 1 | 0 | 1 | 2     |
| Meg Harris         | Natation   | 1 | 0 | 1 | 2     |
| Bronte Campbell    | Natation   | 1 | 0 | 1 | 2     |
| Madison Wilson     | Natation   | 1 | 0 | 1 | 2     |
| Jessica Fox        | Natation   | 1 | 0 | 1 | 2     |
| Kyle Chalmers      | Natation   | 0 | 1 | 2 | 3     |
| Andrew Hoy         | Équitation | 0 | 1 | 1 | 2     |
| Alexander Graham   | Natation   | 0 | 0 | 2 | 2     |
| Matthew Temple     | Natation   | 0 | 0 | 2 | 2     |
| Zac Incerti        | Natation   | 0 | 0 | 2 | 2     |

## Athlètes engagés
| Sport                 | Hommes | Femmes | Total |
| --------------------- | ------ | ------ | ----- |
| Athlétisme            | 28     | 35     | 63    |
| Aviron                | 20     | 18     | 38    |
| Badminton             | 1      | 3      | 4     |
| Basket-ball           | 12     | 12     | 24    |
| Beach-volley          | 2      | 2      | 4     |
| Boxe                  | 3      | 2      | 5     |
| Canoë-kayak           | 8      | 9      | 17    |
| Cyclisme              | 15     | 14     | 29    |
| Équitation            | 4      | 5      | 9     |
| Escalade              | 1      | 1      | 2     |
| Football              | 22     | 22     | 44    |
| Golf                  | 2      | 2      | 4     |
| Gymnastique           | 2      | 9      | 11    |
| Haltérophilie         | 2      | 3      | 5     |
| Hockey sur gazon      | 18     | 18     | 36    |
| Judo                  | 1      | 2      | 3     |
| Karaté                | 1      | 0      | 1     |
| Natation              | 18     | 19     | 37    |
| Natation synchronisée | –      | 8      | 8     |
| Pentathlon moderne    | 1      | 1      | 2     |
| Plongeon              | 3      | 4      | 7     |
| Rugby à sept          | 12     | 12     | 24    |
| Skateboard            | 3      | 2      | 5     |
| Softball              | –      | 15     | 15    |
| Surf                  | 2      | 2      | 4     |
| Taekwondo             | 2      | 2      | 4     |
| Tennis                | 5      | 5      | 10    |
| Tennis de table       | 3      | 3      | 6     |
| Tir                   | 8      | 7      | 15    |
| Tir à l'arc           | 3      | 1      | 4     |
| Triathlon             | 3      | 3      | 6     |
| Voile                 | 7      | 6      | 13    |
| Water-polo            | 13     | 13     | 26    |
| Total                 | 225    | 260    | 485   |

## Résultats

### Athlétisme

#### Courses
| Athlète         | Épreuve         | 1er tour       | 1er tour    | Demi-finale   | Demi-finale | Finale          | Finale  |
| Athlète         | Épreuve         | Temps          | Rang        | Temps         | Rang        | Temps           | Rang    |
| --------------- | --------------- | -------------- | ----------- | ------------- | ----------- | --------------- | ------- |
| Rohan Browning  | 100 m           | 10 s 01        | 1er         | 10 s 09       | 5e          | Éliminé         | Éliminé |
| Alex Beck       | 400 m           | 44 s 54        | 6e          | Éliminé       | Éliminé     | Éliminé         | Éliminé |
| Steven Solomon  | 400 m           | 44 s 94        | 2e          | 45 s 15       | 3e          | Éliminé         | Éliminé |
| Peter Bol       | 800 m           | 1 min 44 s 13  | 2e          | 1 min 44 s 11 | 1er         | 1 min 45 s 92   | 4e      |
| Charlie Hunter  | 800 m           | 1 min 45 s 91  | 4e          | 7e            | Éliminé     | Éliminé         |         |
| Jeff Riseley    | 800 m           | 1 min 45 s 41  | 4e          | 1 min 47 s 17 | 5e          | Éliminé         | Éliminé |
| Jye Edwards     | 1 500 m         | 3 min 42 s 67  | 7e          | Éliminé       | Éliminé     | Éliminé         | Éliminé |
| Ollie Hoare     | 1 500 m         | 3 min 36 s 09  | 3e          | 3 min 34 s 35 | 4e          | 3 min 35 s 79   | 11e     |
| Stewart McSweyn | 1 500 m         | 3 min 36 s 39  | 3e          | 3 min 32 s 54 | 5e          | 3 min 31 s 91   | 7e      |
| Morgan McDonald | 5 000 m         | 13 min 37 s 36 | 11e         | Non disputé   | Non disputé | Éliminé         | Éliminé |
| David McNeill   | 5 000 m         | 13 min 39 s 95 | 8e          | Non disputé   | Non disputé | Éliminé         | Éliminé |
| Patrick Tiernan | 5 000 m         | Forfait        | Forfait     | Non disputé   | Non disputé | Éliminé         | Éliminé |
| Patrick Tiernan | 10 000 m        | Non disputé    | Non disputé | Non disputé   | Non disputé | 28 min 38 s 06  | 19e     |
| Nicholas Hough  | 110 m haies     | 13 s 57        | 3e          | 13 s 88       | 9e          | Éliminé         | Éliminé |
| Ben Buckingham  | 3 000 m steeple | 8 min 20 s 95  | 7e          | Non disputé   | Non disputé | Éliminé         | Éliminé |
| Matthew Clarke  | 3 000 m steeple | 8 min 42 s 37  | 14e         | Non disputé   | Non disputé | Éliminé         | Éliminé |
| Edward Trippas  | 3 000 m steeple | 8 min 29 s 90  | 11e         | Non disputé   | Non disputé | Éliminé         | Éliminé |
| Liam Adams      | Marathon        | Non disputé    | Non disputé | Non disputé   | Non disputé | 2 h 15 min 51 s | 24e     |
| Jack Rayner     | Marathon        | Non disputé    | Non disputé | Non disputé   | Non disputé | Abandon         | Abandon |
| Brett Robinson  | Marathon        | Non disputé    | Non disputé | Non disputé   | Non disputé | 2 h 24 min 4 s  | 66e     |
| Kyle Swan       | 20 km marche    | Non disputé    | Non disputé | Non disputé   | Non disputé | 1 h 27 min 55 s | 36e     |
| Declan Tingay   | 20 km marche    | Non disputé    | Non disputé | Non disputé   | Non disputé | 1 h 24          | 17e     |
| Rhydian Cowley  | 50 km marche    | Non disputé    | Non disputé | Non disputé   | Non disputé | 3 h 52 min 1 s  | 8e      |

| Athlète                                                         | Épreuve          | 1er tour       | 1er tour    | Demi-finale      | Demi-finale | Finale          | Finale    |
| Athlète                                                         | Épreuve          | Temps          | Rang        | Temps            | Rang        | Temps           | Rang      |
| --------------------------------------------------------------- | ---------------- | -------------- | ----------- | ---------------- | ----------- | --------------- | --------- |
| Hana Basic                                                      | 100 m            | 11 s 32        | 5e          | Éliminée         | Éliminée    | Éliminée        | Éliminée  |
| Riley Day                                                       | 200 m            | 22 s 94        | 3e          | 22 s 56          | 4e          | Éliminée        | Éliminée  |
| Bendere Oboya                                                   | 400 m            | 52 s 37        | 5e          | Éliminée         | Éliminée    | Éliminée        | Éliminée  |
| Catriona Bisset                                                 | 800 m            | 2 min 1 s 65   | 5e          | Éliminée         | Éliminée    | Éliminée        | Éliminée  |
| Morgan Mitchell                                                 | 800 m            | 2 min 5 s 44   | 6e          | Éliminée         | Éliminée    | Éliminée        | Éliminée  |
| Georgia Griffith                                                | 1 500 m          | 4 min 14 s 43  | 14e         | Éliminée         | Éliminée    | Éliminée        | Éliminée  |
| Linden Hall                                                     | 1 500 m          | 4 min 2 s 27   | 3e          | 4 min 1 s 37     | 3e          | 3 min 59 s 01   | 6e        |
| Jessica Hull                                                    | 1 500 m          | 4 min 5 s 28   | 2e          | 3 min 58 s 81 OC | 4e          | 4 min 2 s 63    | 11e       |
| Isobel Batt-Doyle                                               | 5 000 m          | 15 min 21 s 65 | 15e         | Non disputé      | Non disputé | Éliminée        | Éliminée  |
| Jenny Blundell                                                  | 5 000 m          | 15 min 11 s 27 | 11e         | Non disputé      | Non disputé | Éliminée        | Éliminée  |
| Rose Davies                                                     | 5 000 m          | 15 min 50 s 07 | 18e         | Non disputé      | Non disputé | Éliminée        | Éliminée  |
| Liz Clay                                                        | 100 m haies      | 12 s 87        | 2e          | 12 s 71          | 3e          | Éliminée        | Éliminée  |
| Sarah Carli                                                     | 400 m haies      | 56 s 93        | 5e          | Éliminée         | Éliminée    | Éliminée        | Éliminée  |
| Amy Cashin                                                      | 3 000 m steeple  | 9 min 34 s 67  | 11e         | Non disputé      | Non disputé | Éliminée        | Éliminée  |
| Genevieve Gregson                                               | 3 000 m steeple  | 9 min 26 s 11  | 6e          | Non disputé      | Non disputé | Abandon         | Abandon   |
| Georgia Winkcup                                                 | 3 000 m steeple  | 9 min 59 s 29  | 13e         | Non disputé      | Non disputé | Éliminée        | Éliminée  |
| Sinead Diver                                                    | Marathon         | Non disputé    | Non disputé | Non disputé      | Non disputé | 2 h 31 min 14 s | 10e       |
| Ellie Pashley                                                   | Marathon         | Non disputé    | Non disputé | Non disputé      | Non disputé | 2 h 33 min 39 s | 23e       |
| Lisa Weightman                                                  | Marathon         | Non disputé    | Non disputé | Non disputé      | Non disputé | 2 h 34 min 19 s | 26e       |
| Katie Hayward                                                   | 20 km marche     | Non disputé    | Non disputé | Non disputé      | Non disputé | 1 h 38 min 11 s | 37e       |
| Rebecca Henderson                                               | 20 km marche     | Non disputé    | Non disputé | Non disputé      | Non disputé | 1 h 38 min 21 s | 38e       |
| Jemima Montag                                                   | 20 km marche     | Non disputé    | Non disputé | Non disputé      | Non disputé | 1 h 30 min 39 s | 6e        |
| Bendere Oboya Kendra Hubbard Ellie Beer Anneliese Rubie-Renshaw | Relais 4 × 400 m | 3 min 30 s 61  | 7e          | Non disputé      | Non disputé | Éliminées       | Éliminées |

#### Concours
| Athlète          | Épreuve          | Qualification | Qualification | Finale      | Finale  |
| Athlète          | Épreuve          | Performance   | Rang          | Performance | Rang    |
| ---------------- | ---------------- | ------------- | ------------- | ----------- | ------- |
| Brandon Starc    | Saut en hauteur  | 2,28 m        | 4e            | 2,35 m      | 5e      |
| Kurtis Marschall | Saut à la perche | 5,75 m        | 5e            | NM          | –       |
| Henry Frayne     | Saut en longueur | 7,93 m        | 14e           | Éliminé     | Éliminé |
| Matthew Denny    | Lancer du disque | 65,13 m       | 4e            | 67,02 m     | 4e      |

| Athlète           | Épreuve           | Qualification | Qualification | Finale      | Finale                              |
| Athlète           | Épreuve           | Performance   | Rang          | Performance | Rang                                |
| ----------------- | ----------------- | ------------- | ------------- | ----------- | ----------------------------------- |
| Eleanor Patterson | Saut en hauteur   | 1,95 m        | 4e            | 1,96 m      | 5e                                  |
| Nicola McDermott  | Saut en hauteur   | 1,95 m        | 1re           | 2,02 m OC   | Médaille d'argent, Jeux olympiques  |
| Nina Kennedy      | Saut à la perche  | 4,40 m        | 22e           | Éliminée    | Éliminée                            |
| Elizaveta Parnova | Saut à la perche  | 4,25 m        | 24e           | Éliminée    | Éliminée                            |
| Brooke Stratton   | Saut en longueur  | 6,60 m        | 12e           | 6,83 m      | 7e                                  |
| Dani Stevens      | Lancer du disque  | 58,77 m       | 22e           | Éliminée    | Éliminée                            |
| Kelsey-Lee Barber | Lancer du javelot | 62,59 m       | 2e            | 64,56 m     | Médaille de bronze, Jeux olympiques |
| Mackenzie Little  | Lancer du javelot | 62,37 m       | 2e            | 59,96 m     | 8e                                  |
| Kathryn Mitchell  | Lancer du javelot | 61,85 m       | 7e            | 61,82 m     | 6e                                  |

| Athlète        | Épreuve  | 100     | SL     | LP      | SH     | 400     | 110 H   | LD      | SP     | LJ      | 1 500         | Total | Rang                                |
| -------------- | -------- | ------- | ------ | ------- | ------ | ------- | ------- | ------- | ------ | ------- | ------------- | ----- | ----------------------------------- |
| Cedric Dubler  | Résultat | 10 s 89 | 7,36 m | 13,35 m | 2,05 m | 49 s 02 | 15 s 10 | 43,31 m | NM     | 58,52 m | 5 min 3 s 69  | 7 008 | 21e                                 |
| Cedric Dubler  | Points   | 885     | 900    | 689     | 850    | 860     | 837     | 732     | 0      | 716     | 539           | 7 008 | 21e                                 |
| Ashley Moloney | Résultat | 10 s 34 | 7,64 m | 14,49 m | 2,11 m | 46 s 29 | 14 s 08 | 44,38 m | 5,10 m | 57,12 m | 4 min 39 s 19 | 8 649 | Médaille de bronze, Jeux olympiques |
| Ashley Moloney | Points   | 1 013   | 970    | 758     | 906    | 994     | 964     | 754     | 910    | 695     | 685           | 8 649 | Médaille de bronze, Jeux olympiques |

### Aviron
| Athlète | Compétition                  | Série            | Série | Repêchages     | Repêchages     | Demi-finale   | Demi-finale | Finale                    | Finale                              |
| Athlète | Compétition                  | Temps            | Rang  | Temps          | Rang           | Temps         | Rang        | Temps                     | Rang                                |
| --- | ---------------------------- | ---------------- | ----- | -------------- | -------------- | ------------- | ----------- | ------------------------- | ----------------------------------- |
| Sam Hardy Joshua Hicks | Deux sans barreur masculin   | 6 min 42 s 74    | 1er   | Non concernés  | Non concernés  | 6 min 19 s 30 | 4e          | Finale B 6 min 30 s 20    | 10e                                 |
| Caleb Antill Jack Cleary Cameron Girdlestone Luke Letcher                                                                                    | Quatre de couple masculin    | 5 min 41 s 45    | 2e    | Non concernés  | Non concernés  | Non disputé   | Non disputé | Finale A 5 min 33 s 97    | Médaille de bronze, Jeux olympiques |
| Jack Hargreaves Alexander Hill Alexander Purnell Spencer Turrin                                                                              | Quatre sans barreur masculin | 5 min 54 s 27    | 1er   | Non concernés  | Non concernés  | Non disputé   | Non disputé | Finale A 5 min 42 s 76 OR | Médaille d'or, Jeux olympiques      |
| Joshua Booth Angus Dawson Simon Keenan Nicholas Lavery Timothy Masters Joseph O'Brien Nicholas Purnell Angus Widdicombe Stuart Sim (barreur) | Huit masculin                | 5 min 43 s 66    | 4e    | 5 min 25 s 06  | 4e             | Non disputé   | Non disputé | Finale A 5 min 36 s 23    | 6e                                  |
| Annabelle McIntyre Jessica Morrison | Deux sans barreur féminin    | 7 min 21 s 75    | 1res  | Non concernées | Non concernées | 6 min 49 s 82 | 4es         | Finale B 6 min 56 s 46    | 7es                                 |
| Amanda Bateman Tara Rigney | Deux de couple féminin       | 6 min 53 s 30    | 3es   | Non concernées | Non concernées | 7 min 15 s 25 | 5es         | Finale B 6 min 57 s 71    | 7es                                 |
| Caitlin Cronin Harriet Hudson Rowena Meredith Ria Thompson                                                                                   | Quatre de couple féminin     | 6 min 26 s 21    | 4e    | 6 min 36 s 67  | 1res           | Non disputé   | Non disputé | Finale A 6 min 12 s 08    | Médaille de bronze, Jeux olympiques |
| Annabelle McIntyre Jessica Morrison Rosemary Popa Lucy Stephan                                                                               | Quatre sans barreur féminin  | 6 min 28 s 76 OR | 1res  | Non concernées | Non concernées | Non disputé   | Non disputé | Finale A 6 min 15 s 37 OR | Médaille d'or, Jeux olympiques      |
| Olympia Aldersey Bronwyn Cox Molly Goodman Sarah Hawe Genevieve Horton Giorgia Patten Georgina Rowe Katrina Werry James Rook (barreur)       | Huit féminin                 | 6 min 18 s 95    | 3e    | 5 min 57 s 15  | 4e             | Non disputé   | Non disputé | Finale A 6 min 3 s 92     | 5e                                  |

### Badminton
| Athlète                          | Compétition  | Phase de groupes                                | Phase de groupes                         | Phase de groupes                                   | Phase de groupes | 1/8e de finale   | Quarts de finale | Demi-finales     | Finale           | Finale    |
| Athlète                          | Compétition  | Adversaire Score                                | Adversaire Score                         | Adversaire Score                                   | Rang             | Adversaire Score | Adversaire Score | Adversaire Score | Adversaire Score | Rang      |
| -------------------------------- | ------------ | ----------------------------------------------- | ---------------------------------------- | -------------------------------------------------- | ---------------- | ---------------- | ---------------- | ---------------- | ---------------- | --------- |
| Chen Hsuan-yu                    | Simple dames | Blichfeldt Défaite 7-21, 14-21                  | Zetchiri Victoire 21-16, 20-22, 21-8     | Non disputé                                        | 2e du gr. I      | Éliminée         | Éliminée         | Éliminée         | Éliminée         | Éliminée  |
| Setyana Mapasa Gronya Somerville | Double dames | Lee / Shin Défaite 9-21, 6-21                   | Du / Li Défaite 9-21, 12-21              | Fruergaard / Thygesen Victoire 21-19, 13-21, 21-12 | 3e du gr. C      | Non disputé      | Éliminées        | Éliminées        | Éliminées        | Éliminées |
| Simon Leung Gronya Somerville    | Double mixte | Jordan / Oktavianti Défaite 22-20, 17-21, 13-21 | Watanabe / Higashino Défaite 7-21, 15-21 | Christiansen / Bøje Défaite 6-21, 14-21            | 4e du gr. C      | Non disputé      | Éliminés         | Éliminés         | Éliminés         | Éliminés  |

### Basket-ball
| Épreuve          | Phase de groupe        | Phase de groupe       | Phase de groupe           | Phase de groupe | Quart de finale          | Demi-finale              | Finale / MB              | Rang                                |
| Épreuve          | Adversaire Score       | Adversaire Score      | Adversaire Score          | Rang            | Adversaire Score         | Adversaire Score         | Adversaire Score         | Rang                                |
| ---------------- | ---------------------- | --------------------- | ------------------------- | --------------- | ------------------------ | ------------------------ | ------------------------ | ----------------------------------- |
| Tournoi masculin | Nigeria Victoire 84-67 | Italie Victoire 86-83 | Allemagne Victoire 89-76  | 1er             | Argentine Victoire 97-59 | États-Unis Défaite 78-97 | Slovénie Victoire 107-93 | Médaille de bronze, Jeux olympiques |
| Tournoi féminin  | Belgique Défaite 70-85 | Chine Défaite 74-76   | Porto Rico Victoire 96-69 | 3e              | États-Unis Défaite 55-79 | Éliminées                | Éliminées                | Éliminées                           |

### Beach-volley
| Athlètes                                 | Compétition      | Tour préliminaire                           | Tour préliminaire                           | Tour préliminaire                                  | Tour préliminaire | Repêchage        | 1/8e de finale                   | Quarts de finale                                    | Demi-finale                                 | Finale / 3e place                    | Rang                               |
| Athlètes                                 | Compétition      | Adversaire Score                            | Adversaire Score                            | Adversaire Score                                   | Rang              | Adversaire Score | Adversaire Score                 | Adversaire Score                                    | Adversaire Score                            | Adversaire Score                     | Rang                               |
| ---------------------------------------- | ---------------- | ------------------------------------------- | ------------------------------------------- | -------------------------------------------------- | ----------------- | ---------------- | -------------------------------- | --------------------------------------------------- | ------------------------------------------- | ------------------------------------ | ---------------------------------- |
| Chris McHugh Damien Schumann             | Tournoi masculin | Mol / Sørum Défaite 18-21, 21-18, 13-15     | Leshukov / Semenov Défaite 14-21, 16-21     | Gavira / Herrera Défaite 16-21, 16-21              | 4e                | Éliminés         | Éliminés                         | Éliminés                                            | Éliminés                                    | Éliminés                             | Éliminés                           |
| Mariafe Artacho del Solar Taliqua Clancy | Tournoi féminin  | Echevarría / Martínez Victoire 21-15, 21-14 | Menegatti / Orsi Toth Victoire 22-20, 21-19 | Kholomina / Makroguzova Défaite 8-21, 21-15, 12-15 | 2e                | –                | Xue / Wang Victoire 22-20, 21-13 | Pavan / Humana-Paredes Victoire 21-15, 19-21, 15-12 | Kravčenoka / Graudiņa Victoire 23-21, 21-13 | Klineman / Ross Défaite 15-21, 16-21 | Médaille d'argent, Jeux olympiques |

### Boxe
| Athlète        | Catégorie                 | 1/16e de finale       | 1/8e de finale      | Quart de finale         | Demi-finale         | Finale              | Rang                                |
| Athlète        | Catégorie                 | Adversaire Résultat   | Adversaire Résultat | Adversaire Résultat     | Adversaire Résultat | Adversaire Résultat | Rang                                |
| -------------- | ------------------------- | --------------------- | ------------------- | ----------------------- | ------------------- | ------------------- | ----------------------------------- |
| Alex Winwood   | Mouches hommes (-52 kg)   | Chinyemba Défaite 1-4 | Éliminé             | Éliminé                 | Éliminé             | Éliminé             | Éliminé                             |
| Harry Garside  | Légers hommes (-63 kg)    | Ume Victoire 5-0      | Jonas Victoire 5-0  | Safiullin Victoire 3-2  | Cruz Défaite 0-5    | Éliminé             | Médaille de bronze, Jeux olympiques |
| Paulo Aokuso   | Mi-lourds hommes (-81 kg) | Exempté               | Jalidov Défaite 2-3 | Éliminé                 | Éliminé             | Éliminé             | Éliminé                             |
| Skye Nicolson  | Plumes femmes (-57 kg)    | Exemptée              | Im Victoire 4-1     | Artingstall Défaite 2-3 | Éliminée            | Éliminée            | Éliminée                            |
| Caitlin Parker | Moyens femmes (-75 kg)    | Non disputé           | Bylon Défaite 0-5   | Éliminée                | Éliminée            | Éliminée            | Éliminée                            |

### Canoë-kayak
| Athlète                                                            | Compétition       | Série          | Série | Quarts de finale | Quarts de finale | Demi-finale    | Demi-finale | Finale Finale B Finale C | Finale Finale B Finale C       |
| Athlète                                                            | Compétition       | Temps          | Rang  | Temps            | Rang             | Temps          | Rang        | Temps                    | Rang                           |
| ------------------------------------------------------------------ | ----------------- | -------------- | ----- | ---------------- | ---------------- | -------------- | ----------- | ------------------------ | ------------------------------ |
| Thomas Green                                                       | K1 1 000 m hommes | 3 min 39 s 492 | 2e    | -                | -                | 3 min 24 s 612 | 3e          | 3 min 28 s 260           | 7e                             |
| Jean van der Westhuyzen                                            | K1 1 000 m hommes | 3 min 46 s 186 | 3e    | 3 min 46 s 104   | 1er              | 3 min 28 s 287 | 8e          | Finale B 3 min 26 s 955  | 11e                            |
| Riley Fitzsimmons Jordan Wood                                      | K2 1 000 m hommes | 3 min 18 s 453 | 3e    | 3 min 10 s 619   | 1er              | 3 min 21 s 860 | 6e          | Finale B 3 min 24 s 757  | 13e                            |
| Thomas Green Jean van der Westhuyzen                               | K2 1 000 m hommes | 3 min 8 s 773  | 1er   | -                | -                | 3 min 17 s 077 | 1er         | 3 min 15 s 280           | Médaille d'or, Jeux olympiques |
| Riley Fitzsimmons Murray Stewart Lachlan Tame Jordan Wood          | K4 500 m hommes   | 1 min 22 s 662 | 2e    | Non disputé      | Non disputé      | 1 min 24 s 868 | 2e          | 1 min 25 s 025           | 6e                             |
| Josephine Bulmer                                                   | C1 200 m femmes   | 53 s 354       | 6e    | 51 s 474         | 7e               | Éliminée       | Éliminée    | Éliminée                 | Éliminée                       |
| Bernadette Wallace                                                 | C1 200 m femmes   | 48 s 209       | 5e    | 48 s 330         | 4e               | Éliminée       | Éliminée    | Éliminée                 | Éliminée                       |
| Josephine Bulmer Bernadette Wallace                                | C2 500 m femmes   | 2 min 11 s 322 | 7e    | 2 min 11 s 180   | 5e               | Non disputé    | Non disputé | Finale B 2 min 5 s 698   | 13e                            |
| Alyssa Bull                                                        | K1 500 m femmes   | 1 min 49 s 416 | 3e    | -                | -                | 1 min 54 s 038 | 4e          | Finale B 1 min 56 s 799  | 8e                             |
| Alyce Wood                                                         | K1 500 m femmes   | 1 min 48 s 572 | 2e    | -                | -                | 1 min 53 s 079 | 2e          | 1 min 57 s 251           | 8e                             |
| Jo Brigden-Jones Jaime Roberts                                     | K2 500 m femmes   | 1 min 52 s 097 | 5e    | 1 min 50 s 325   | 4e               | 1 min 42 s 092 | 8e          | Finale B 1 min 41 s 073  | 13e                            |
| Alyssa Bull Alyce Wood                                             | K2 500 m femmes   | 1 min 45 s 499 | 3e    | 1 min 47 s 057   | 2e               | 1 min 37 s 109 | 2e          | 1 min 37 s 412           | 5e                             |
| Jo Brigden-Jones Catherine McArthur Shannon Reynolds Jaime Roberts | K4 500 m femmes   | 1 min 37 s 407 | 4e    | 1 min 37 s 601   | 5e               | 1 min 38 s 170 | 4e          | 1 min 39 s 797           | 7e                             |

| Athlète        | Compétition  | Série    | Série | Série    | Série | Série    | Série | Demi-finale | Demi-finale | Finale   | Finale                              |
| Athlète        | Compétition  | Run 1    | Rang  | Run 2    | Rang  | Meilleur | Rang  | Temps       | Rang        | Temps    | Rang                                |
| -------------- | ------------ | -------- | ----- | -------- | ----- | -------- | ----- | ----------- | ----------- | -------- | ----------------------------------- |
| Daniel Watkins | C-1 masculin | 158 s 43 | 16e   | 103 s 07 | 8e    | 103 s 07 | 10e   | 101 s 28    | 2e          | 108 s 18 | 9e                                  |
| Lucien Delfour | K-1 masculin | 91 s 10  | 2e    | 91 s 12  | 3e    | 91 s 10  | 3e    | 97 s 52     | 6e          | 102 s 33 | 8e                                  |
| Jessica Fox    | C-1 féminin  | 109 s 96 | 2e    | 110 s 93 | 5e    | 109 s 96 | 5e    | 110 s 59    | 1re         | 105 s 04 | Médaille d'or, Jeux olympiques      |
| Jessica Fox    | K-1 féminin  | 104 s 05 | 2e    | 98 s 46  | 1re   | 98 s 46  | 1re   | 105 s 85    | 1re         | 106 s 73 | Médaille de bronze, Jeux olympiques |

### Cyclisme

#### BMX
| Athlète       | Compétition | Tour de classement | Tour de classement | Tour de classement | Tour de classement | Finale   | Finale   | Finale   | Finale                         |
| Athlète       | Compétition | Manche 1           | Manche 2           | Moyenne            | Rang               | Manche 1 | Manche 2 | Résultat | Rang                           |
| ------------- | ----------- | ------------------ | ------------------ | ------------------ | ------------------ | -------- | -------- | -------- | ------------------------------ |
| Logan Martin  | Hommes      | 91,90              | 90,04              | 90,97              | 1er                | 93,30    | 41,40    | 93,30    | Médaille d'or, Jeux olympiques |
| Natalya Diehm | Femmes      | 77,40              | 79,00              | 78,20              | 5e                 | 86,00    | 80,50    | 86,00    | 5e                             |

| Athlète         | Compétition | Quart de finale | Quart de finale | Demi-finale | Demi-finale | Finale   | Finale   |
| Athlète         | Compétition | Points          | Rang            | Points      | Rang        | Temps    | Rang     |
| --------------- | ----------- | --------------- | --------------- | ----------- | ----------- | -------- | -------- |
| Anthony Dean    | Hommes      | 16              | 6e              | Éliminé     | Éliminé     | Éliminé  | Éliminé  |
| Lauren Reynolds | Femmes      | 8               | 3e              | 12          | 4e          | 45 s 401 | 5e       |
| Saya Sakakibara | Femmes      | 11              | 4e              | 14          | 5e          | Éliminée | Éliminée |

#### Sur piste
| Athlète            | Compétition | Qualification        | Qualification | 1er tour                 | Repêchage 1                                    | 2e tour                  | Repêchage 2              | 3e tour                  | Repêchage 3              | Quarts de finale         | Demi-finale              | Finale Match de classement | Finale Match de classement |
| Athlète            | Compétition | Temps Vitesse        | Rang          | Adversaire Temps Vitesse | Adversaire Temps Vitesse                       | Adversaire Temps Vitesse | Adversaire Temps Vitesse | Adversaire Temps Vitesse | Adversaire Temps Vitesse | Adversaire Temps Vitesse | Adversaire Temps Vitesse | Adversaire Temps Vitesse   | Rang                       |
| ------------------ | ----------- | -------------------- | ------------- | ------------------------ | ---------------------------------------------- | ------------------------ | ------------------------ | ------------------------ | ------------------------ | ------------------------ | ------------------------ | -------------------------- | -------------------------- |
| Nathan Hart        | Hommes      | 9 s 696 74,257 km/h  | 22e           | Carlin Défaite           | Tjon En Fa Xu Défaite                          | Éliminé                  | Éliminé                  | Éliminé                  | Éliminé                  | Éliminé                  | Éliminé                  | Éliminé                    | Éliminé                    |
| Matthew Richardson | Hommes      | 9 s 685 74,342 km/h  | 21e           | Paul Défaite             | Bötticher Helal Défaite                        | Éliminé                  | Éliminé                  | Éliminé                  | Éliminé                  | Éliminé                  | Éliminé                  | Éliminé                    | Éliminé                    |
| Kaarle McCulloch   | Femmes      | 10 s 679 67,422 km/h | 14e           | Andrews Défaite          | Verdugo du Preez Victoire 11 s 194 64,320 km/h | Mitchell Défaite         | Zhong Défaite            | Éliminée                 | Éliminée                 | Éliminée                 | Éliminée                 | Éliminée                   | Éliminée                   |

| Athlète                                         | Compétition | Qualification        | Qualification | Demi-finale                       | Demi-finale | Finale                               | Finale |
| Athlète                                         | Compétition | Temps Vitesse        | Rang          | Adversaire Temps Vitesse          | Rang        | Adversaire Temps Vitesse             | Rang   |
| ----------------------------------------------- | ----------- | -------------------- | ------------- | --------------------------------- | ----------- | ------------------------------------ | ------ |
| Matthew Glaetzer Nathan Hart Matthew Richardson | Hommes      | 42 s 371 63,723 km/h | 3e            | ROC Victoire 42 s 103 64,128 km/h | 3e          | France Victoire 44 s 013 61,346 km/h | 4e     |

| Athlète                                                                         | Compétition        | Qualification  | Qualification | Premier tour                            | Premier tour | Finale                                           | Finale                              |
| Athlète                                                                         | Compétition        | Temps          | Rang          | Adversaire Résultat                     | Rang         | Adversaire Résultat                              | Rang                                |
| ------------------------------------------------------------------------------- | ------------------ | -------------- | ------------- | --------------------------------------- | ------------ | ------------------------------------------------ | ----------------------------------- |
| Leigh Howard Kelland O'Brien Luke Plapp Alexander Porter Sam Welsford           | Par équipes hommes | 3 min 48 s 448 | 5e            | Suisse Victoire 3 min 44 s 902          | 4e           | Nouvelle-Zélande Victoire (concession d'un tour) | Médaille de bronze, Jeux olympiques |
| Ashlee Ankudinoff Georgia Baker Annette Edmondson Alexandra Manly Maeve Plouffe | Par équipes femmes | 4 min 13 s 571 | 7e            | Nouvelle-Zélande Victoire 4 min 9 s 992 | 5e           | Italie Victoire 4 min 11 s 041                   | 5e                                  |

| Athlète            | Compétition | 1er tour | Repêchages  | Quarts de finale | Demi-finale | Finale (1-6) ou classement (7-12) |
| Athlète            | Compétition | Rang     | Rang        | Rang             | Rang        | Rang                              |
| ------------------ | ----------- | -------- | ----------- | ---------------- | ----------- | --------------------------------- |
| Matthew Glaetzer   | Hommes      | 3e       | 1er         | 4e               | 2e          | 5e                                |
| Matthew Richardson | Hommes      | 2e       | Non disputé | 5e               | Éliminé     | Éliminé                           |
| Kaarle McCulloch   | Femmes      | 4e       | 2e          | 2e               | 5e          | 9e                                |

| Athlète           | Compétition | Scratch | Scratch | Course tempo | Course tempo | Élimination | Élimination | Course aux points | Course aux points | Total | Rang |
| Athlète           | Compétition | Rang    | Points  | Rang         | Points       | Rang        | Points      | Rang              | Points            | Total | Rang |
| ----------------- | ----------- | ------- | ------- | ------------ | ------------ | ----------- | ----------- | ----------------- | ----------------- | ----- | ---- |
| Sam Welsford      | Hommes      | 6e      | 30      | 13e          | 16           | 9e          | 24          | 11e               | 9                 | 79    | 11e  |
| Annette Edmondson | Femmes      | 3e      | 36      | 12e          | 18           | 18e         | 6           | 12e               | 1                 | 61    | 12e  |

| Athlète                      | Épreuve | Points | Tours | Classement |
| ---------------------------- | ------- | ------ | ----- | ---------- |
| Leigh Howard Kelland O'Brien | Hommes  | Ab     | -20   | =12e       |
| Georgia Baker Maeve Plouffe  | Femmes  | 9      | 0     | 7e         |

#### Sur route
| Athlète       | Compétition | Temps          | Rang                                |
| ------------- | ----------- | -------------- | ----------------------------------- |
| Rohan Dennis  | Hommes      | 56 min 8 s 09  | Médaille de bronze, Jeux olympiques |
| Richie Porte  | Hommes      | 1 h53 s 67     | 27e                                 |
| Grace Brown   | Femmes      | 31 min 22 s 22 | 4e                                  |
| Sarah Gigante | Femmes      | 33 min 1 s 60  | 11e                                 |

| Athlète          | Compétition     | Temps           | Rang |
| ---------------- | --------------- | --------------- | ---- |
| Luke Durbridge   | Hommes          | 6 h 21 min 46 s | 72e  |
| Lucas Hamilton   | Hommes          | 6 h 21 min 46 s | 71e  |
| Richie Porte     | Hommes          | 6 h 15 min 38 s | 48e  |
| Grace Brown      | Femmes          | 4 h 2 min 16 s  | 47e  |
| Tiffany Cromwell | 3 h 55 min 41 s | 26e             |      |
| Sarah Gigante    | 4 h 1 min 8 s   | 40e             |      |
| Amanda Spratt    | Abandon         | Abandon         |      |

#### VTT
| Athlète           | Compétition | Temps           | Rang |
| ----------------- | ----------- | --------------- | ---- |
| Daniel McConnell  | Hommes      | 1 h 33 min 12 s | 30e  |
| Rebecca McConnell | Femmes      | 1 h 30 min 29 s | 28e  |

### Équitation
| Athlète                              | Cheval         | Compétition | Grand Prix | Grand Prix | Grand prix spécial | Grand prix spécial | Grand prix libre | Grand prix libre | Total     | Total     |
| Athlète                              | Cheval         | Compétition | Score      | Rang       | Score              | Rang               | Technique        | Artistique       | Score     | Rang      |
| ------------------------------------ | -------------- | ----------- | ---------- | ---------- | ------------------ | ------------------ | ---------------- | ---------------- | --------- | --------- |
| Mary Hanna                           | Calanta        | Individuel  | 67,981     | 40e        | Non disputé        | Non disputé        | Éliminée         | Éliminée         | Éliminée  | Éliminée  |
| Kelly Layne                          | Samhitas       | Individuel  | 58,354     | 57e        | Non disputé        | Non disputé        | Éliminée         | Éliminée         | Éliminée  | Éliminée  |
| Simone Pearce                        | Destano        | Individuel  | 68,494     | 36e        | Non disputé        | Non disputé        | Éliminée         | Éliminée         | Éliminée  | Éliminée  |
| Mary Hanna Kelly Layne Simone Pearce | voir ci-dessus | Par équipes | 6 273,5    | 13e        | Éliminées          | Éliminées          | Non disputé      | Non disputé      | Éliminées | Éliminées |

| Athlète                           | Cheval            | Compétition | Dressage  | Dressage | Cross-country | Cross-country | Cross-country | Saut d'obstacles | Saut d'obstacles | Saut d'obstacles | Saut d'obstacles | Saut d'obstacles | Saut d'obstacles | Total     | Total                               |
| Athlète                           | Cheval            | Compétition | Dressage  | Dressage | Cross-country | Cross-country | Cross-country | Qualification    | Qualification    | Qualification    | Finale           | Finale           | Finale           | Total     | Total                               |
| Athlète                           | Cheval            | Compétition | Pénalités | Rang     | Pénalités     | Total         | Rang          | Pénalités        | Total            | Rang             | Pénalités        | Total            | Rang             | Pénalités | Rang                                |
| --------------------------------- | ----------------- | ----------- | --------- | -------- | ------------- | ------------- | ------------- | ---------------- | ---------------- | ---------------- | ---------------- | ---------------- | ---------------- | --------- | ----------------------------------- |
| Andrew Hoy                        | Vassily de Lassos | Individuel  | 29,60     | 13e      | 0,00          | 29,60         | 7e            | 0,00             | 29,60            | 4e               | 0,00             | 29,60            | 3e               | 29,60     | Médaille de bronze, Jeux olympiques |
| Shane Rose                        | Virgil            | Individuel  | 31,70     | 24e      | 0,00          | 31,70         | 9e            | 4,00             | 35,70            | 12e              | 4,00             | 39,70            | 10e              | 39,70     | 10e                                 |
| Kevin McNab                       | Don Quidam        | Individuel  | 32,10     | 25e      | 2,80          | 34,90         | 15e           | 0,00             | 34,90            | 11e              | 12,00            | 46,90            | 14e              | 46,90     | 14e                                 |
| Andrew Hoy Shane Rose Kevin McNab | voir ci-dessus    | Par équipes | 93,40     | 6e       | 2,80          | 96,20         | 2e            | 4,00             | 100,20           | 2e               | Non disputé      | Non disputé      | Non disputé      | 100,20    | Médaille d'argent, Jeux olympiques  |

| Athlète          | Cheval             | Compétition | Qualification | Qualification | Qualification | Qualification | Qualification | Finale    | Finale    | Finale    | Finale   | Finale   |
| Athlète          | Cheval             | Compétition | Pénalités     | Pénalités     | Pénalités     | Temps         | Rang          | Pénalités | Pénalités | Pénalités | Temps    | Rang     |
| Athlète          | Cheval             | Compétition | Saut          | Temps         | Total         | Temps         | Rang          | Saut      | Temps     | Total     | Temps    | Rang     |
| ---------------- | ------------------ | ----------- | ------------- | ------------- | ------------- | ------------- | ------------- | --------- | --------- | --------- | -------- | -------- |
| Katie Laurie     | Casebrooke Lomond  | Individuel  | 4,00          | 0,00          | 4,00          | 87,93         | =31e          | Éliminé   | Éliminé   | Éliminé   | Éliminé  | Éliminé  |
| Edwina Alexander | Identity Vitsereol | Individuel  | Éliminée      | Éliminée      | Éliminée      | Éliminée      | Éliminée      | Éliminée  | Éliminée  | Éliminée  | Éliminée | Éliminée |

### Escalade
| Athlète          | Compétition    | Qualifications | Qualifications | Qualifications | Qualifications | Qualifications | Qualifications | Qualifications | Qualifications | Qualifications | Finale   | Finale   | Finale   | Finale   | Finale     | Finale     | Finale     | Finale   | Finale   |
| Athlète          | Compétition    | Vitesse        | Vitesse        | Bloc           | Bloc           | Difficulté     | Difficulté     | Difficulté     | Total          | Rang           | Vitesse  | Vitesse  | Bloc     | Bloc     | Difficulté | Difficulté | Difficulté | Total    | Rang     |
| Athlète          | Compétition    | MT             | Rang           | Résultat       | Rang           | PA             | Temps          | Rang           | Total          | Rang           | MT       | Rang     | Résultat | Rang     | PA         | Temps      | Rang       | Total    | Rang     |
| ---------------- | -------------- | -------------- | -------------- | -------------- | -------------- | -------------- | -------------- | -------------- | -------------- | -------------- | -------- | -------- | -------- | -------- | ---------- | ---------- | ---------- | -------- | -------- |
| Tom O'Halloran   | Combiné hommes | 7 s 34         | 17e            | 0T0z 0 0       | 19e            | 25             | 3 min 58 s     | 19e            | 6 298,50       | 20e            | Éliminé  | Éliminé  | Éliminé  | Éliminé  | Éliminé    | Éliminé    | Éliminé    | Éliminé  | Éliminé  |
| Oceana Mackenzie | Combiné femmes | 8 s 83         | 13e            | 1T2z 3 2       | 12e            | 15+            | -              | 16e            | 2 496,00       | 19e            | Éliminée | Éliminée | Éliminée | Éliminée | Éliminée   | Éliminée   | Éliminée   | Éliminée | Éliminée |

### Football
| Compétition      | Phase de groupe               | Phase de groupe     | Phase de groupe    | Phase de groupe | Quart de finale                    | Demi-finale       | Finale / MB            | Finale / MB |
| Compétition      | Adversaire Score              | Adversaire Score    | Adversaire Score   | Rang            | Adversaire Score                   | Adversaire Score  | Adversaire Score       | Rang        |
| ---------------- | ----------------------------- | ------------------- | ------------------ | --------------- | ---------------------------------- | ----------------- | ---------------------- | ----------- |
| Tournoi masculin | Argentine Victoire 2-0        | Espagne Défaite 0-1 | Égypte Défaite 0-2 | 4e              | Éliminés                           | Éliminés          | Éliminés               | Éliminés    |
| Tournoi féminin  | Nouvelle-Zélande Victoire 2-1 | Suède Défaite 2-4   | États-Unis Nul 0-0 | 3e              | Grande-Bretagne Victoire 4-3 a. p. | Suède Défaite 0-1 | États-Unis Défaite 3-4 | 4e          |

### Golf
| Athlète       | Compétition       | Scores | Scores | Scores | Scores | Total     | Rang |
| Athlète       | Compétition       | Jour 1 | Jour 2 | Jour 3 | Jour 4 | Total     | Rang |
| ------------- | ----------------- | ------ | ------ | ------ | ------ | --------- | ---- |
| Marc Leishman | Épreuve masculine | 70     | 71     | 72     | 69     | 282 (-2)  | T51  |
| Cameron Smith | Épreuve masculine | 71     | 67     | 66     | 66     | 270 (-14) | T10  |
| Hannah Green  | Épreuve féminine  | 71     | 65     | 67     | 68     | 271 (-13) | T5   |
| Minjee Lee    | Épreuve féminine  | 71     | 68     | 73     | 68     | 280 (-4)  | T29  |

### Gymnastique

#### Artistique
| Athlète    | Compétition       | Qualifications | Qualifications | Finale  | Finale  |
| Athlète    | Compétition       | Total          | Rang           | Total   | Rang    |
| ---------- | ----------------- | -------------- | -------------- | ------- | ------- |
| Tyson Bull | Barres parallèles | 13,566         | 54e            | Éliminé | Éliminé |
| Tyson Bull | Barre fixe        | 14,333         | 7e             | 12,566  | 5e      |

| Athlète         | Compétition      | Qualifications | Qualifications      | Qualifications | Qualifications | Qualifications | Qualifications | Finale   | Finale              | Finale   | Finale   | Finale   | Finale   |
| Athlète         | Compétition      | Appareil       | Appareil            | Appareil       | Appareil       | Total          | Rang           | Appareil | Appareil            | Appareil | Appareil | Total    | Rang     |
| Athlète         | Compétition      | Saut           | Barres asymétriques | Poutre         | Sol            | Total          | Rang           | Saut     | Barres asymétriques | Poutre   | Sol      | Total    | Rang     |
| --------------- | ---------------- | -------------- | ------------------- | -------------- | -------------- | -------------- | -------------- | -------- | ------------------- | -------- | -------- | -------- | -------- |
| Georgia Godwin  | Concours général | 13,766         | 13,033              | 12,900         | 13,166         | 52,865         | 37e            | Éliminée | Éliminée            | Éliminée | Éliminée | Éliminée | Éliminée |
| Emily Whitehead | Concours général | 14,000         | 13,066              | 12,666         | 12,566         | 52,298         | 44e            | Éliminée | Éliminée            | Éliminée | Éliminée | Éliminée | Éliminée |

#### Rythmique
| Athlète          | Qualification | Qualification | Qualification | Qualification | Qualification | Qualification | Finale   | Finale   | Finale   | Finale   | Finale   | Finale   |
| Athlète          |               |               |               |               | Total         | Rang          |          |          |          |          | Total    | Rang     |
| ---------------- | ------------- | ------------- | ------------- | ------------- | ------------- | ------------- | -------- | -------- | -------- | -------- | -------- | -------- |
| Lidiia Iakovleva | 20,600        | 19,800        | 22,325        | 16,050        | 78,775        | 23e           | Éliminée | Éliminée | Éliminée | Éliminée | Éliminée | Éliminée |

| Athlète                                                                      | Qualification | Qualification | Qualification | Qualification | Finale    | Finale    | Finale    | Finale    |
| Athlète                                                                      | 5             | 4 + 3         | Total         | Rang          | 5         | 4 + 3     | Total     | Rang      |
| ---------------------------------------------------------------------------- | ------------- | ------------- | ------------- | ------------- | --------- | --------- | --------- | --------- |
| Emily Abbot Alexandra Aristoteli Alannah Mathews Himeka Onoda Felicity White | 20,850        | 19,500        | 40,350        | 14e           | Éliminées | Éliminées | Éliminées | Éliminées |

#### Trampoline
| Athlète           | Compétition     | Qualifications | Qualifications | Finale   | Finale   |
| Athlète           | Compétition     | Score          | Rang           | Score    | Rang     |
| ----------------- | --------------- | -------------- | -------------- | -------- | -------- |
| Dominic Clarke    | Concours hommes | 111,680        | 4e             | 24,955   | 8e       |
| Jessica Pickering | Concours femmes | 34,190         | 16e            | Éliminée | Éliminée |

### Haltérophilie
| Athlète               | Compétition            | Arraché  | Arraché | Épaulé-jeté | Épaulé-jeté | Total  | Rang |
| Athlète               | Compétition            | Résultat | Rang    | Résultat    | Rang        | Total  | Rang |
| --------------------- | ---------------------- | -------- | ------- | ----------- | ----------- | ------ | ---- |
| Brandon Wakeling      | Moins de 73 kg hommes  | 125 kg   | 14e     | 166 kg      | 12e         | 291 kg | 13e  |
| Matthew Lydement      | Moins de 109 kg hommes | 158 kg   | 12e     | 180 kg      | 12e         | 338 kg | 12e  |
| Erika Yamasaki        | Moins de 59 kg femmes  | 75 kg    | 12e     | 95 kg       | 12e         | 170 kg | 12e  |
| Kiana Elliott         | Moins de 64 kg femmes  | 101 kg   | 6e      | 108 kg      | 11e         | 209 kg | 11e  |
| Charisma Amoe-Tarrant | Plus de 87 kg femmes   | 105 kg   | 7e      | 138 kg      | 6e          | 243 kg | 6e   |

### Hockey sur gazon
| Compétition      | Phase de groupe      | Phase de groupe    | Phase de groupe        | Phase de groupe               | Phase de groupe        | Phase de groupe | Quart de finale                      | Demi-finale            | Finale / MB                         | Finale / MB                        |
| Compétition      | Adversaire Score     | Adversaire Score   | Adversaire Score       | Adversaire Score              | Adversaire Score       | Rang            | Adversaire Score                     | Adversaire Score       | Adversaire Score                    | Rang                               |
| ---------------- | -------------------- | ------------------ | ---------------------- | ----------------------------- | ---------------------- | --------------- | ------------------------------------ | ---------------------- | ----------------------------------- | ---------------------------------- |
| Tournoi masculin | Japon Victoire 5-3   | Inde Victoire 7-1  | Argentine Victoire 5-2 | Nouvelle-Zélande Victoire 4-2 | Espagne Nul 1-1        | 1er             | Pays-Bas Victoire 2-2 (3-0 t. a. b.) | Allemagne Victoire 3-1 | Belgique Défaite 1-1 (2-3 t. a. b.) | Médaille d'argent, Jeux olympiques |
| Tournoi féminin  | Espagne Victoire 3-1 | Chine Victoire 6-0 | Japon Victoire 1-0     | Nouvelle-Zélande Victoire 1-0 | Argentine Victoire 2-0 | 1re             | Inde Défaite 0-1                     | Éliminées              | Éliminées                           | Éliminées                          |

### Judo
| Athlète           | Compétition           | 1er tour                | 2e tour                   | Quart de finale     | Demi-finale         | Repêchage           | Finale / MB         | Rang     |
| Athlète           | Compétition           | Adversaire Résultat     | Adversaire Résultat       | Adversaire Résultat | Adversaire Résultat | Adversaire Résultat | Adversaire Résultat | Rang     |
| ----------------- | --------------------- | ----------------------- | ------------------------- | ------------------- | ------------------- | ------------------- | ------------------- | -------- |
| Nathan Katz       | Moins de 66 kg hommes | Postigos Victoire 10-00 | Shmailov Défaite 00-01    | Éliminé             | Éliminé             | Éliminé             | Éliminé             | Éliminé  |
| Katharina Haecker | Moins de 63 kg femmes | Sharir Victoire 10-00   | Franssen Défaite 00-10    | Éliminée            | Éliminée            | Éliminée            | Éliminée            | Éliminée |
| Aoife Coughlan    | Moins de 70 kg femmes | Biribo Victoire 10-01   | Scoccimarro Défaite 00-10 | Éliminée            | Éliminée            | Éliminée            | Éliminée            | Éliminée |

### Karaté
| Athlète         | Compétition           | Tour de qualification | Tour de qualification | Tour de qualification | Tour de qualification | Tour de qualification | Demi-finale         | Finale              | Rang    |
| Athlète         | Compétition           | Match 1               | Match 2               | Match 3               | Match 4               | Place                 | Demi-finale         | Finale              | Rang    |
| Athlète         | Compétition           | Adversaire Résultat   | Adversaire Résultat   | Adversaire Résultat   | Adversaire Résultat   | Place                 | Adversaire Résultat | Adversaire Résultat | Rang    |
| --------------- | --------------------- | --------------------- | --------------------- | --------------------- | --------------------- | --------------------- | ------------------- | ------------------- | ------- |
| Tsuneari Yahiro | Moins de 75 kg hommes | Azhikanov Défaite 3-6 | Busà Défaite 0-5      | Ağayev Défaite 0-5    | Bitsch Défaite 3-5    | 5e                    | Éliminé             | Éliminé             | Éliminé |

### Natation
| Athlète                                                                               | Épreuve              | Série          | Série       | Demi-finale   | Demi-finale | Finale         | Finale                              |
| Athlète                                                                               | Épreuve              | Temps          | Rang        | Temps         | Rang        | Temps          | Rang                                |
| ------------------------------------------------------------------------------------- | -------------------- | -------------- | ----------- | ------------- | ----------- | -------------- | ----------------------------------- |
| Kyle Chalmers                                                                         | 100 m nage libre     | 47 s 77        | 3e          | 47 s 83       | 6e          | 47 s 08        | Médaille d'argent, Jeux olympiques  |
| Isaac Cooper                                                                          | 100 m dos            | 53 s 73        | 13e         | 53 s 43       | 12e         | Éliminé        | Éliminé                             |
| Tristan Hollard                                                                       | 200 m dos            | 1 min 57 s 24  | 10e         | 1 min 56 s 92 | 10e         | Éliminé        | Éliminé                             |
| Mitch Larkin                                                                          | 100 m dos            | 52 s 97        | 4e          | 52 s 76       | 3e          | 52 s 79        | 7e                                  |
| Mitch Larkin                                                                          | 200 m 4 nages        | 1 min 57 s 50  | 9e          | 1 min 57 s 80 | 10e         | Éliminé        | Éliminé                             |
| Se-Bom Lee                                                                            | 400 m 4 nages        | 4 min 15 s 76  | 16e         | Non disputé   | Non disputé | Éliminé        | Éliminé                             |
| Cameron McEvoy                                                                        | 50 m nage libre      | 22 s 31        | 29e         | Éliminé       | Éliminé     | Éliminé        | Éliminé                             |
| Cameron McEvoy                                                                        | 100 m nage libre     | 48 s 72        | 24e         | Éliminé       | Éliminé     | Éliminé        | Éliminé                             |
| Jack McLoughlin                                                                       | 400 m nage libre     | 3 min 45 s 20  | 4e          | Non disputé   | Non disputé | 3 min 43 s 52  | Médaille d'argent, Jeux olympiques  |
| Jack McLoughlin                                                                       | 800 m nage libre     | 7 min 46 s 94  | 6e          | Non disputé   | Non disputé | 7 min 45 s     | 5e                                  |
| Jack McLoughlin                                                                       | 1500 m nage libre    | 14 min 56 s 98 | 10e         | Non disputé   | Non disputé | Éliminé        | Éliminé                             |
| David Morgan                                                                          | 100 m papillon       | 52 s 31        | 30e         | Éliminé       | Éliminé     | Éliminé        | Éliminé                             |
| David Morgan                                                                          | 200 m papillon       | 2 min          | 35e         | Éliminé       | Éliminé     | Éliminé        | Éliminé                             |
| Thomas Neill                                                                          | 200 m nage libre     | 1 min 45 s 81  | 8e          | 1 min 45 s 74 | 9e          | Éliminé        | Éliminé                             |
| Thomas Neill                                                                          | 1500 m nage libre    | 15 min 4 s 65  | 16e         | Non disputé   | Non disputé | Éliminé        | Éliminé                             |
| Brendon Smith                                                                         | 200 m 4 nages        | 1 min 58 s 57  | 22e         | Éliminé       | Éliminé     | Éliminé        | Éliminé                             |
| Brendon Smith                                                                         | 400 m 4 nages        | 4 min 9 s 27   | 1er         | Non disputé   | Non disputé | 4 min 10 s 38  | Médaille de bronze, Jeux olympiques |
| Zac Stubblety-Cook                                                                    | 100 m brasse         | 1 min          | 24e         | Éliminé       | Éliminé     | Éliminé        | Éliminé                             |
| Zac Stubblety-Cook                                                                    | 200 m brasse         | 2 min 7 s 37   | 1er         | 2 min 7 s 35  | 1er         | OR             | Médaille d'or, Jeux olympiques      |
| Matthew Temple                                                                        | 100 m papillon       | 51 s 39        | 8e          | 51 s 12       | 6e          | 50 s 92        | 5e                                  |
| Matthew Temple                                                                        | 200=m papillon       | 1 min 56 s 25  | 18e         | Éliminé       | Éliminé     | Éliminé        | Éliminé                             |
| Matthew Wilson                                                                        | 100 m brasse         | 1 min          | 22e         | Éliminé       | Éliminé     | Éliminé        | Éliminé                             |
| Matthew Wilson                                                                        | 200 m brasse         | 2 min 9 s 29   | 10e         | 2 min 10 s 10 | 14e         | Éliminé        | Éliminé                             |
| Elijah Winnington                                                                     | 200 m nage libre     | 1 min 46 s 99  | 22e         | Éliminé       | Éliminé     | Éliminé        | Éliminé                             |
| Elijah Winnington                                                                     | 400 m nage libre     | 3 min 45 s 20  | 4e          | Non disputé   | Non disputé | 3 min 45 s 20  | 7e                                  |
| Kyle Chalmers Alexander Graham Zac Incerti Matthew Temple Cameron McEvoy              | 4 × 100 m nage libre | 3 min 11 s 89  | 3e          | Non disputé   | Non disputé |                | Médaille de bronze, Jeux olympiques |
| Kyle Chalmers Alexander Graham Zac Incerti Thomas Neill Mack Horton Elijah Winnington | 4 × 200 m nage libre | 7 min 5 s      | 2e          | Non disputé   | Non disputé | 7 min 1 s 84   | Médaille de bronze, Jeux olympiques |
| Kyle Chalmers Mitch Larkin Zac Stubblety-Cook Matthew Temple David Morgan             | 4 × 100 m 4 nages    | 3 min 32 s 08  | 6e          | Non disputé   | Non disputé | 3 min 29 s 60  | 5e                                  |
| Kai Edwards                                                                           | 10 km en eau libre   | Non disputé    | Non disputé | Non disputé   | Non disputé | 1 h 53 min 4 s | 12e                                 |

| Athlète | Épreuve              | Série          | Série       | Demi-finale   | Demi-finale | Finale            | Finale                              |
| Athlète | Épreuve              | Temps          | Rang        | Temps         | Rang        | Temps             | Rang                                |
| --- | -------------------- | -------------- | ----------- | ------------- | ----------- | ----------------- | ----------------------------------- |
| Cate Campbell | 50 m nage libre      | 24 s 15        | 3e          | 24 s 27       | 6e          | 24 s 36           | 7e                                  |
| Cate Campbell | 100 m nage libre     | 52 s 80        | 4e          | 52 s 71       | 3e          | 52 s 52           | Médaille de bronze, Jeux olympiques |
| Tamsin Cook | 400 m nage libre     | 4 min 4 s 80   | 9e          | Non disputé   | Non disputé | Éliminée          | Éliminée                            |
| Maddy Gough | 1500 m nage libre    | 15 min 56 s 81 | 7e          | Non disputé   | Non disputé | 16 min 5 s 81     | 8e                                  |
| Jessica Hansen                                                                                                   | 100 m brasse         | 1 min 7 s 50   | 20e         | Éliminée      | Éliminée    | Éliminée          | Éliminée                            |
| Abbey Harkin | 200 m brasse         | 2 min 24 s 41  | 17e         | Éliminée      | Éliminée    | Éliminée          | Éliminée                            |
| Chelsea Hodges                                                                                                   | 100 m brasse         | 1 min 6 s 70   | 12e         | 1 min 6 s 60  | 9e          | Éliminée          | Éliminée                            |
| Emma McKeon | 50 m nage libre      | 24 s 02 OR     | 1re         | 24 s OR       | 1re         | 23 s 81 OR        | Médaille d'or, Jeux olympiques      |
| Emma McKeon | 100 m nage libre     | 53 s 12 OR     | 1re         | 52 s 32       | 1re         | 51 s 96 OR        | Médaille d'or, Jeux olympiques      |
| Emma McKeon | 100 m papillon       | 55 s 82        | 1re         | 56 s 33       | 3e          | 55 s 72           | Médaille de bronze, Jeux olympiques |
| Kaylee McKeown                                                                                                   | 100 m dos            | 57 s 88 OR     | 1re         | 58 s 11       | 3e          | 57 s 47 OR        | Médaille d'or, Jeux olympiques      |
| Kaylee McKeown                                                                                                   | 200 m dos            | 2 min 8 s 18   | 1re         | 2 min 7 s 93  | 5e          | 2 min 4 s 68      | Médaille d'or, Jeux olympiques      |
| Kiah Melverton                                                                                                   | 800 m nage libre     | 8 min 20 s 45  | 7e          | Non disputé   | Non disputé | 8 min 22 s 25     | 6e                                  |
| Kiah Melverton                                                                                                   | 1500 m nage libre    | 15 min 58 s 96 | 8e          | Non disputé   | Non disputé | 16 min            | 6e                                  |
| Emily Seebohm | 100 m dos            | 58 s 86        | 5e          | 58 s 59       | 6e          | 58 s 45           | 5e                                  |
| Emily Seebohm | 200 m dos            | 2 min 9 s 10   | 8e          | 2 min 7 s 09  | 1re         | 2 min 6 s 17      | Médaille de bronze, Jeux olympiques |
| Jenna Strauch | 200 m brasse         | 2 min 23 s 30  | 9e          | 2 min 24 s 25 | 9e          | Éliminée          | Éliminée                            |
| Brianna Throssell                                                                                                | 100 m papillon       | 58 min 8 s     | 16e         | 57 min 59 s   | 12e         | Éliminée          | Éliminée                            |
| Brianna Throssell                                                                                                | 200 m papillon       | 2 min 9 s 34   | 9e          | 2 min 8 s 41  | 6e          | 2 min 9 s 48      | 8e                                  |
| Ariarne Titmus                                                                                                   | 200 m nage libre     | 1 min 55 s 88  | 3e          | 1 min 54 s 82 | 1re         | 1 min 53 s 50 OR  | Médaille d'or, Jeux olympiques      |
| Ariarne Titmus                                                                                                   | 400 m nage libre     | 4 min 1 s 66   | 3e          | Non disputé   | Non disputé | 3 min 56 s 69 OC  | Médaille d'or, Jeux olympiques      |
| Ariarne Titmus                                                                                                   | 800 m nage libre     | 8 min 18 s 99  | 6e          | Non disputé   | Non disputé | 8 min 13 s 83 OC  | Médaille d'argent, Jeux olympiques  |
| Madison Wilson                                                                                                   | 200 m nage libre     | 1 min 55 s 87  | 4e          | 1 min 56 s 58 | 8e          | 1 min 56 s 39     | 8e                                  |
| Bronte Campbell Cate Campbell Meg Harris Emma McKeon Mollie O'Callaghan                                          | 4 × 100 m nage libre | 3 min 31 s 73  | 1re         | Non disputé   | Non disputé | 3 min 29 s 69 WR  | Médaille d'or, Jeux olympiques      |
| Emma McKeon Leah Neale Ariarne Titmus Madison Wilson Tamsin Cook Meg Harris Mollie O'Callaghan Brianna Throssell | 4 × 200 m nage libre | 7 min 44 s 61  | 1re         | Non disputé   | Non disputé | 7 min 41 s 29OC   | Médaille de bronze, Jeux olympiques |
| Kaylee McKeown Chelsea Hodges Emma McKeon Cate Campbell Emily Seebohm Brianna Throssell Mollie O'Callaghan       | 4 × 100 m 4 nages    | 3 min 55 s 39  | 3e          | Non disputé   | Non disputé | 3 min 51 s 60 OR  | Médaille d'or, Jeux olympiques      |
| Kareena Lee | 10 km en eau libre   | Non disputé    | Non disputé | Non disputé   | Non disputé | 1 h 59 min 32 s 5 | Médaille de bronze, Jeux olympiques |

| Athlète | Épreuve           | Série         | Série | Finale        | Finale                              |
| Athlète | Épreuve           | Temps         | Rang  | Temps         | Rang                                |
| --- | ----------------- | ------------- | ----- | ------------- | ----------------------------------- |
| Emma McKeon Kaylee McKeown Zac Stubblety-Cook Matthew Temple Bronte Campbell Isaac Cooper Brianna Throssell | 4 × 100 m 4 nages | 3 min 42 s 35 | 4e    | 3 min 38 s 95 | Médaille de bronze, Jeux olympiques |

### Natation synchronisée
| Athlètes | Compétition | Qualifications      | Qualifications  | Qualifications | Qualifications | Finale          | Finale                    | Finale          |           |
| Athlètes | Compétition | Programme technique | Programme libre | Total          | Rang           | Programme libre | Programme libre           | Programme libre |           |
| Athlètes | Compétition | Points              | Points          | Total          | Rang           | Points          | Total (technique + libre) | Rang            |           |
| --- | ----------- | ------------------- | --------------- | -------------- | -------------- | --------------- | ------------------------- | --------------- | --------- |
| Emily Rogers Amie Thompson                                                                                                | Duo         | 75,5343             | 76,3667         | 151,9010       | 20e            | Éliminées       | Éliminées                 | Éliminées       | Éliminées |
| Carolyn Rayna Buckle Hannah Burkhill Kiera Gazzard Alessandra Ho Kirsten Kinash Rachel Presser Emily Rogers Amie Thompson | Ballet      | 75,6351             | Non disputé     | Non disputé    | 9e             | 77,3667         | 153,0018                  | 9e              |           |

### Pentathlon moderne
| Athlète        | Compétition           | Escrime (épée, une touche) | Escrime (épée, une touche) | Natation (200 m nage libre) | Natation (200 m nage libre) | Natation (200 m nage libre) | Équitation (saut d'obstacles) | Équitation (saut d'obstacles) | Équitation (saut d'obstacles) | Combiné course/tir (3 200 m / pistolet à 10 m) | Combiné course/tir (3 200 m / pistolet à 10 m) | Combiné course/tir (3 200 m / pistolet à 10 m) | Total | Rang |
| Athlète        | Compétition           | Rang                       | Points                     | Temps                       | Rang                        | Points                      | Pénalités                     | Rang                          | Points                        | Temps                                          | Rang                                           | Points                                         | Total | Rang |
| -------------- | --------------------- | -------------------------- | -------------------------- | --------------------------- | --------------------------- | --------------------------- | ----------------------------- | ----------------------------- | ----------------------------- | ---------------------------------------------- | ---------------------------------------------- | ---------------------------------------------- | ----- | ---- |
| Ed Fernon      | Compétition masculine | 31e                        | 157                        | 2 min 10 s 85               | 36e                         | 289                         | 12                            | 12e                           | 288                           | 12 min 5 s 89                                  | 33e                                            | 575                                            | 1 309 | 31e  |
| Marina Carrier | Compétition féminine  | 15e                        | 208                        | 2 min 17 s 35               | 25e                         | 276                         | 4                             | 3e                            | 296                           | 13 min 43 s 86                                 | 34e                                            | 377                                            | 1 157 | 27e  |

### Plongeon
| Athlète          | Compétition                 | Éliminatoires | Éliminatoires | Demi-finale | Demi-finale | Finale   | Finale                              |
| Athlète          | Compétition                 | Points        | Rang          | Points      | Rang        | Points   | Rang                                |
| ---------------- | --------------------------- | ------------- | ------------- | ----------- | ----------- | -------- | ----------------------------------- |
| Li Shixin        | Tremplin à 3 mètres hommes  | 320,35        | 27e           | Éliminé     | Éliminé     | Éliminé  | Éliminé                             |
| Sam Fricker      | Haut-vol à 10 mètres hommes | 306,50        | 28e           | Éliminé     | Éliminé     | Éliminé  | Éliminé                             |
| Cassiel Rousseau | Haut-vol à 10 mètres hommes | 423,55        | 8e            | 444,10      | 6e          | 430,35   | 8e                                  |
| Esther Qin       | Tremplin à 3 mètres femmes  | 292,80        | 9e            | 309,15      | 8e          | 261,95   | 12e                                 |
| Anabelle Smith   | Tremplin à 3 mètres femmes  | 275,02        | 18e           | 285,60      | 14e         | Éliminée | Éliminée                            |
| Nikita Hains     | Haut-vol à 10 mètres femmes | 270,00        | 21e           | Éliminée    | Éliminée    | Éliminée | Éliminée                            |
| Melissa Wu       | Haut-vol à 10 mètres femmes | 351,20        | 4e            | 334,50      | 5e          | 371,40   | Médaille de bronze, Jeux olympiques |

### Rugby à sept
| Compétition      | Phase de groupe         | Phase de groupe            | Phase de groupe                | Phase de groupe | Quart de finale / MC | Demi-finale / MC | Finale / 3e / MC         | Finale / 3e / MC |
| Compétition      | Adversaire Score        | Opposition Score           | Opposition Score               | Rang            | Opposition Score     | Opposition Score | Opposition Score         | Rang             |
| ---------------- | ----------------------- | -------------------------- | ------------------------------ | --------------- | -------------------- | ---------------- | ------------------------ | ---------------- |
| Tournoi masculin | Argentine Défaite 19-29 | Corée du Sud Victoire 42-5 | Nouvelle-Zélande Défaite 12-14 | 2e              | Fidji Défaite 0-19   | Non qualifiés    | Canada Victoire 29-7     | 7e               |
| Tournoi féminin  | Japon Victoire 48-0     | Chine Victoire 26-10       | États-Unis Défaite 12-14       | 2e              | Fidji Défaite 12-14  | Non qualifiées   | États-Unis Victoire 17-7 | 5e               |

### Skateboard
| Athlète           | Compétition | Rounds | Rounds | Finale | Finale                         |
| Athlète           | Compétition | Points | Rang   | Points | Rang                           |
| ----------------- | ----------- | ------ | ------ | ------ | ------------------------------ |
| Keegan Palmer     | Hommes      | 77,00  | 5e     | 95,83  | Médaille d'or, Jeux olympiques |
| Kieran Woolley    | Hommes      | 82,69  | 2e     | 82,04  | 5e                             |
| Poppy Starr Olsen | Femmes      | 44,03  | 6e     | 46,04  | 5e                             |

| Athlète       | Compétition | Rounds | Rounds | Finale   | Finale   |
| Athlète       | Compétition | Points | Rang   | Points   | Rang     |
| ------------- | ----------- | ------ | ------ | -------- | -------- |
| Shane O'Neill | Hommes      | 19,52  | 16e    | Éliminé  | Éliminé  |
| Hayley Wilson | Femmes      | 5,34   | 16e    | Éliminée | Éliminée |

### Softball
| Tour préliminaire   | Tour préliminaire   | Tour préliminaire   | Tour préliminaire      | Tour préliminaire   | Tour préliminaire | Finale / 3e place   | Finale / 3e place |
| Adversaire Résultat | Adversaire Résultat | Adversaire Résultat | Adversaire Résultat    | Adversaire Résultat | Rang              | Adversaire Résultat | Rang              |
| ------------------- | ------------------- | ------------------- | ---------------------- | ------------------- | ----------------- | ------------------- | ----------------- |
| Japon Défaite 1-8   | Italie Victoire 1-0 | Canada Défaite 1-7  | États-Unis Défaite 1-2 | Mexique Défaite 1-4 | 5e                | Éliminées           | Éliminées         |

### Surf
| Athlète           | Compétition | Round 1  | Round 1 | Round 2  | Round 2  | Round 3                         | Quart de finale               | Demi-finale                    | Finale / 3e place             | Finale / 3e place                   |
| Athlète           | Compétition | Résultat | Rang    | Résultat | Rang     | Résultat                        | Résultat                      | Résultat                       | Résultat                      | Classement                          |
| ----------------- | ----------- | -------- | ------- | -------- | -------- | ------------------------------- | ----------------------------- | ------------------------------ | ----------------------------- | ----------------------------------- |
| Julian Wilson     | Hommes      | 8,77     | 4e      | 11,27    | 3e       | Medina Défaite 13,00 à 14,33    | Éliminé                       | Éliminé                        | Éliminé                       | Éliminé                             |
| Owen Wright       | Hommes      | 10,40    | 1er     | Exempté  | Exempté  | Florès Victoire 15,00 à 12,90   | Mesinas Victoire 12,74 à 7,83 | Ferreira Défaite 12,47 à 13,17 | Medina Victoire 11,97 à 11,77 | Médaille de bronze, Jeux olympiques |
| Sally Fitzgibbons | Femmes      | 12,50    | 1re     | Exemptée | Exemptée | Ado Victoire 10,86 à 9,03       | Tsuzuki Défaite 11,67 à 13,27 | Éliminée                       | Éliminée                      | Éliminée                            |
| Stephanie Gilmore | Femmes      | 14,50    | 1re     | Exemptée | Exemptée | Buitendag Défaite 10,00 à 13,93 | Éliminée                      | Éliminée                       | Éliminée                      | Éliminée                            |

### Taekwondo
| Athlète       | Compétition           | Huitièmes de finale       | Quarts de finale    | Demi-finale         | Repêchage           | Finale / MB         | Rang     |
| Athlète       | Compétition           | Adversaire Résultat       | Adversaire Résultat | Adversaire Résultat | Adversaire Résultat | Adversaire Résultat | Rang     |
| ------------- | --------------------- | ------------------------- | ------------------- | ------------------- | ------------------- | ------------------- | -------- |
| Safwan Khalil | Moins de 58 kg hommes | Sawekwiharee Défaite 7-23 | Éliminé             | Éliminé             | Éliminé             | Éliminé             | Éliminé  |
| Jack Marton   | Moins de 80 kg hommes | Eissa Défaite 1-11        | Éliminé             | Éliminé             | Éliminé             | Éliminé             | Éliminé  |
| Stacey Hymer  | Moins de 57 kg femmes | Park Défaite 15-25        | Éliminée            | Éliminée            | Éliminée            | Éliminée            | Éliminée |
| Reba Stewart  | Plus de 67 kg femmes  | Kowalczuk Défaite 2-7     | Éliminée            | Éliminée            | Éliminée            | Éliminée            | Éliminée |

### Tennis
| Athlète                      | Épreuve          | 1/32e de finale                    | 1/16e de finale                               | 1/8e de finale                          | Quarts de finale                              | Demi-finale                                     | Finale / MB                         | Rang                                |
| Athlète                      | Épreuve          | Adversaire Résultat                | Adversaire Résultat                           | Adversaire Résultat                     | Adversaire Résultat                           | Adversaire Résultat                             | Adversaire Résultat                 | Rang                                |
| ---------------------------- | ---------------- | ---------------------------------- | --------------------------------------------- | --------------------------------------- | --------------------------------------------- | ----------------------------------------------- | ----------------------------------- | ----------------------------------- |
| James Duckworth              | Simple messieurs | Klein Victoire 5-7, 6-3, 7-64      | Khachanov Défaite 5-7, 1-6                    | Éliminé                                 | Éliminé                                       | Éliminé                                         | Éliminé                             | Éliminé                             |
| John Millman                 | Simple messieurs | Musetti Victoire 6-3, 6-4          | Fokina Défaite 4-6, 7-64, 3-6                 | Éliminé                                 | Éliminé                                       | Éliminé                                         | Éliminé                             | Éliminé                             |
| Max Purcell                  | Simple messieurs | Auger-Aliassime Victoire 6-4, 7-62 | Köpfer Défaite 3-6, 0-6                       | Éliminé                                 | Éliminé                                       | Éliminé                                         | Éliminé                             | Éliminé                             |
| Luke Saville                 | Simple messieurs | Hurkacz Défaite 2-6, 4-6           | Éliminé                                       | Éliminé                                 | Éliminé                                       | Éliminé                                         | Éliminé                             | Éliminé                             |
| John Peers Max Purcell       | Double messieurs | Non disputé                        | Krajicek / Sandgren Défaite 6-3, 6-75, 5-10   | Éliminés                                | Éliminés                                      | Éliminés                                        | Éliminés                            | Éliminés                            |
| John Millman Luke Saville    | Double messieurs | Non disputé                        | Marach / Oswald Défaite 5-7, 2-6              | Éliminés                                | Éliminés                                      | Éliminés                                        | Éliminés                            | Éliminés                            |
| Ashleigh Barty               | Simple dames     | Sorribes Tormo Défaite 4-6, 3-6    | Éliminée                                      | Éliminée                                | Éliminée                                      | Éliminée                                        | Éliminée                            | Éliminée                            |
| Samantha Stosur              | Simple dames     | Rybakina Défaite 4-6,2-6           | Éliminée                                      | Éliminée                                | Éliminée                                      | Éliminée                                        | Éliminée                            | Éliminée                            |
| Ajla Tomljanović             | Simple dames     | Shvedova Victoire 7-5, 3-2 ab      | Svitolina Défaite 6-4, 3-6, 4-6               | Éliminée                                | Éliminée                                      | Éliminée                                        | Éliminée                            | Éliminée                            |
| Ashleigh Barty Storm Sanders | Double dames     | Non disputé                        | Hibino / Ninomiya Victoire 6-1, 6-2           | Xu / Yang Victoire 6-4, 6-4             | Krejčíková / Siniaková Défaite 6-3, 4-6, 7-10 | Éliminées                                       | Éliminées                           | Éliminées                           |
| Ellen Perez Samantha Stosur  | Double dames     | Non disputé                        | Ostapenko / Sevastova Victoire 4-6, 6-1, 10-5 | Niculescu / Olaru Victoire 7-63, 7-5    | Bencic / Golubic Défaite 4-6, 4-6             | Éliminées                                       | Éliminées                           | Éliminées                           |
| Ashleigh Barty John Peers    | Double mixte     | Non disputé                        | Non disputé                                   | Podoroska / Zeballos Victoire 6-1, 7-63 | Sákkari / Tsitsipás Victoire 6-4, 4-6, 10-6   | Pavlyuchenkova / Rublev Défaite 7-5, 4-6, 11-13 | Stojanović / Djokovic Victoire (WO) | Médaille de bronze, Jeux olympiques |

### Tennis de table
| Athlète(s)                                    | Compétition        | Tour préliminaire     | 1er tour               | 2e tour          | 3e tour          | 4e tour                     | Quarts de finale | Demi-finale      | Finale / MB      | Rang      |
| Athlète(s)                                    | Compétition        | Adversaire Score      | Adversaire Score       | Adversaire Score | Adversaire Score | Adversaire Score            | Adversaire Score | Adversaire Score | Adversaire Score | Rang      |
| --------------------------------------------- | ------------------ | --------------------- | ---------------------- | ---------------- | ---------------- | --------------------------- | ---------------- | ---------------- | ---------------- | --------- |
| David Powell                                  | Simple messieurs   | Širuček Victoire (WO) | Wang Défaite 1-4       | Éliminé          | Éliminé          | Éliminé                     | Éliminé          | Éliminé          | Éliminé          | Éliminé   |
| Chris Yan                                     | Simple messieurs   | Exempté               | Ionescu Défaite 1-4    | Éliminé          | Éliminé          | Éliminé                     | Éliminé          | Éliminé          | Éliminé          | Éliminé   |
| Hu Heming David Powell Chris Yan              | Par équipes hommes | Non disputé           | Non disputé            | Non disputé      | Non disputé      | Japon Défaite 0-3           | Éliminés         | Éliminés         | Éliminés         | Éliminés  |
| Michelle Bromley                              | Simple dames       | Exemptée              | Partyka Défaite 0-4    | Éliminée         | Éliminée         | Éliminée                    | Éliminée         | Éliminée         | Éliminée         | Éliminée  |
| Jian Fang Lay                                 | Simple dames       | Fonseca Victoire 4-0  | Vivarelli Victoire 4-1 | Li Victoire 4-2  | Han Défaite 0-4  | Éliminée                    | Éliminée         | Éliminée         | Éliminée         | Éliminée  |
| Michelle Bromley Jian Fang Lay Melissa Tapper | Par équipes femmes | Non disputé           | Non disputé            | Non disputé      | Non disputé      | Allemagne Défaite 0-3       | Éliminées        | Éliminées        | Éliminées        | Éliminées |
| Hu Heming Melissa Tapper                      | Double mixte       | Non disputé           | Non disputé            | Non disputé      | Non disputé      | Lebesson / Yuan Défaite 0-4 | Éliminés         | Éliminés         | Éliminés         | Éliminés  |

### Tir
| Athlète          | Compétition                  | Qualification | Qualification | Finale  | Finale  |
| Athlète          | Compétition                  | Points        | Rang          | Points  | Rang    |
| ---------------- | ---------------------------- | ------------- | ------------- | ------- | ------- |
| Daniel Repacholi | Pistolet à air comprimé 10 m | 568           | 30e           | Éliminé | Éliminé |
| Sergei Evglevski | Pistolet à 25 m tir rapide,  | 572           | 17e           | Éliminé | Éliminé |
| Alex Hoberg      | Carabine à air comprimé 10 m | 625,6         | 21e           | Éliminé | Éliminé |
| Dane Sampson     | Carabine à air comprimé 10 m | 623,5         | 30e           | Éliminé | Éliminé |
| Dane Sampson     | Carabine à 50 m 3 positions  | 1 162         | 27e           | Éliminé | Éliminé |
| Jack Rossiter    | Carabine à 50 m 3 positions  | 1 160         | 29e           | Éliminé | Éliminé |
| Thomas Grice     | Trap,                        | 119           | 25e           | Éliminé | Éliminé |
| James Willett    | Trap,                        | 120           | 21e           | Éliminé | Éliminé |
| Paul Adams       | Skeet,                       | 119           | 21e           | Éliminé | Éliminé |

| Athlète            | Compétition                  | Qualification | Qualification | Finale   | Finale   |
| Athlète            | Compétition                  | Points        | Rang          | Points   | Rang     |
| ------------------ | ---------------------------- | ------------- | ------------- | -------- | -------- |
| Dina Aspandiyarova | Pistolet à air comprimé 10 m | 558           | 46e           | Éliminée | Éliminée |
| Elena Galiabovitch | Pistolet à air comprimé 10 m | 569           | 27e           | Éliminée | Éliminée |
| Elena Galiabovitch | Pistolet à 25 m,             | 583           | 11e           | Éliminée | Éliminée |
| Elise Collier      | Carabine à air comprimé 10 m | 618,2         | 42e           | Éliminée | Éliminée |
| Katarina Kowplos   | Carabine à air comprimé 10 m | 617,2         | 45e           | Éliminée | Éliminée |
| Katarina Kowplos   | Carabine à 50 m 3 positions  | 1 137         | 36e           | Éliminée | Éliminée |
| Laetisha Scanlan   | Trap,                        | 121           | 4e            | 26       | 4e       |
| Penny Smith        | Trap,                        | 120           | 5e            | 13       | 6e       |
| Laura Coles        | Skeet,                       | 112           | 25e           | Éliminée | Éliminée |

| Athlète                             | Compétition                   | Qualification 1 | Qualification 1 | Qualification 2 | Qualification 2 | Finale / 3e place   | Finale / 3e place |
| Athlète                             | Compétition                   | Points          | Rang            | Points          | Rang            | Adversaire Résultat | Rang              |
| ----------------------------------- | ----------------------------- | --------------- | --------------- | --------------- | --------------- | ------------------- | ----------------- |
| Daniel Repacholi Dina Aspandiyarova | Pistolet à air comprimé 10 m, | 576             | 6e              | 380             | 8e              | Éliminés            | Éliminés          |
| Alex Hoberg Elise Collier           | Carabine à air comprimé 10 m, | 623,6           | 19e             | Éliminés        | Éliminés        | Éliminés            | Éliminés          |
| Dane Sampson Katarina Kowplos       | Carabine à air comprimé 10 m, | 623,1           | 22e             | Éliminés        | Éliminés        | Éliminés            | Éliminés          |
| Thomas Grice Penny Smith            | Trap                          | 145             | 6e              | Non disputé     | Non disputé     | Éliminés            | Éliminés          |
| James Willett Laetisha Scanlan      | Trap                          | 145             | 7e              | Non disputé     | Non disputé     | Éliminés            | Éliminés          |

### Tir à l'arc
| Athlète                              | Compétition         | Tour préliminaire | Tour préliminaire | 1er tour               | 2e tour           | 3e tour                    | Quarts de finale | Demi-finale      | Finale / 3e place | Rang     |
| Athlète                              | Compétition         | Score             | Rang              | Adversaire Score       | Adversaire Score  | Adversaire Score           | Adversaire Score | Adversaire Score | Adversaire Score  | Rang     |
| ------------------------------------ | ------------------- | ----------------- | ----------------- | ---------------------- | ----------------- | -------------------------- | ---------------- | ---------------- | ----------------- | -------- |
| David Barnes                         | Individuel hommes,  | 648               | 50e               | Agatha Défaite 1-7     | Éliminé           | Éliminé                    | Éliminé          | Éliminé          | Éliminé           | Éliminé  |
| Ryan Tyack                           | Individuel hommes,  | 650               | 42e               | D'Amour Victoire 6-5   | Gazoz Défaite 3-7 | Éliminé                    | Éliminé          | Éliminé          | Éliminé           | Éliminé  |
| Taylor Worth                         | Individuel hommes,  | 651               | 39e               | Prastyadi Victoire 6-0 | Wei Victoire 6-4  | Gazoz Défaite 1-7          | Éliminé          | Éliminé          | Éliminé           | Éliminé  |
| David Barnes Ryan Tyack Taylor Worth | Par équipes hommes, | 1 949             | 11e               | Non disputé            | Non disputé       | Taipei chinois Défaite 4-5 | Éliminés         | Éliminés         | Éliminés          | Éliminés |
| Alice Ingley                         | Individuel femmes,  | 616               | 57e               | Perova Défaite 1-7     | Éliminés          | Éliminés                   | Éliminés         | Éliminés         | Éliminés          | Éliminés |
| Taylor Worth Alice Ingley            | Par équipe mixte,   | 1 267             | 25e               | Non disputé            | Non disputé       | Éliminés                   | Éliminés         | Éliminés         | Éliminés          | Éliminés |

### Triathlon
| Athlète           | Compétition | Natation (1,5 km) | Transition 1 | Vélo (40 km)    | Transition 2    | Course (10km)   | Temps           | Résultat        |                 |
| ----------------- | ----------- | ----------------- | ------------ | --------------- | --------------- | --------------- | --------------- | --------------- | --------------- |
| Jacob Birtwhistle | Hommes      | 18 min 14 s       | 38 s         | 56 min 11 s     | 28 s            | 31 min 1 s      | 1 h 46 min 32 s | 16e             |                 |
| Matthew Hauser    | Hommes      | 18 min 7 s        | 42 s         | 56 min 18 s     | 29 s            | 31 min 59 s     | 1 h 47 min 35 s | 24e             |                 |
| Aaron Royle       | Hommes      | 18 min 9 s        | 41 s         | 56 min 14 s     | 32 s            | 32 min 21 s     | 1 h 47 min 57 s | 26e             |                 |
| Ashleigh Gentle   | Femmes      | 20 min 7 s        | 45 s         | Concède un tour | Concède un tour | Concède un tour | Concède un tour | Concède un tour |                 |
| Jaz Hedgeland     | Femmes      | 19 min 44 s       | 41 s         | Concède un tour | Concède un tour | Concède un tour | Concède un tour | Concède un tour | Concède un tour |
| Emma Jeffcoat     | Femmes      | 19 min 6 s        | 42 s         | 1 h 3 min 18 s  | 38 s            | 39 min 13 s     | 2 h 2 min 57 s  | 26e             |                 |

| Athlète           | Natation (250 m) | Transition 1 | Vélo (7 km) | Transition 2 | Course (1,5 km) | Temps           | Résultat |
| ----------------- | ---------------- | ------------ | ----------- | ------------ | --------------- | --------------- | -------- |
| Jacob Birtwhistle | 4 min 8 s        | 37 s         | 9 min 47 s  | 28 s         | 5 min 25 s      | 20 min 25 s     | -        |
| Matthew Hauser    | 4 min            | 37 s         | 9 min 56 s  | 27 s         | 5 min 56 s      | 20 min 56 s     | -        |
| Ashleigh Gentle   | 4 min 33 s       | 41 s         | 10 min 56 s | 30 s         | 6 min 17 s      | 22 min 57 s     | -        |
| Emma Jeffcoat     | 3 min 45 s       | 41 s         | 10 min 37 s | 25 s         | 6 min 41 s      | 22 min 9 s      | -        |
| Total             | -                | -            | -           | -            | -               | 1 h 26 min 27 s | 9e       |

### Voile
| Athlète                        | Compétition         | Régate | Régate | Régate | Régate | Régate | Régate | Régate | Régate | Régate | Régate | Régate      | Régate      | Régate | Total net | Rang final                     |
| Athlète                        | Compétition         | 1      | 2      | 3      | 4      | 5      | 6      | 7      | 8      | 9      | 10     | 11          | 12          | CM     | Total net | Rang final                     |
| ------------------------------ | ------------------- | ------ | ------ | ------ | ------ | ------ | ------ | ------ | ------ | ------ | ------ | ----------- | ----------- | ------ | --------- | ------------------------------ |
| Mathew Belcher William Ryan    | 470 hommes          | 2      | 5      | 1      | 1      | 4      | 3      | 2      | 1      | 2      | (8)    | Non disputé | Non disputé | 2      | 23        | Médaille d'or, Jeux olympiques |
| Jake Lilley                    | Finn hommes         | 10     | 8      | 4      | 11     | 7      | 9      | (15)   | 6      | 2      | 6      | Non disputé | Non disputé | 6      | 69        | 7e                             |
| Sam Phillips William Phillips  | 49er hommes         | 7      | 4      | 1      | 8      | 11     | 15     | 16     | Dsq    | 18     | 14     | 8           | 9           | EL     | 111       | 12e                            |
| Matthew Wearn                  | Laser hommes        | 17     | (28)   | 2      | 4      | 2      | 2      | 1      | 1      | 12     | 8      | Non disputé | Non disputé | 4      | 53        | Médaille d'or, Jeux olympiques |
| Monique de Vries Nia Jerwood   | 470 femmes          | 7      | 12     | 12     | 8      | 18     | 19     | 15     | 13     | 13     | (20)   | Non disputé | Non disputé | EL     | 117       | 16e                            |
| Tess Lloyd Jaime Ryan          | 49er FX femmes      | 9      | 11     | 7      | 9      | 11     | 10     | 15     | 10     | (19)   | 11     | 8           | 8           | EL     | 109       | 13e                            |
| Mara Stransky                  | Laser Radial femmes | 12     | 26     | 19     | 10     | 19     | 16     | Dsq    | 24     | 3      | 1      | Non disputé | Non disputé | EL     | 130       | 14e                            |
| Jason Waterhouse Lisa Darmanin | Nacra 17 mixte      | 2      | (11)   | 4      | 4      | 7      | 8      | 1      | 5      | 4      | 6      | 5           | 8           | 18     | 72        | 5e                             |

### Water-polo
| Compétition      | Phase de groupe          | Phase de groupe         | Phase de groupe      | Phase de groupe              | Phase de groupe          | Phase de groupe | Quart de finale              | Demi-finale                                   | Finale / 3e place      | Finale / 3e place |
| Compétition      | Adversaire Score         | Adversaire Score        | Adversaire Score     | Adversaire Score             | Adversaire Score         | Rang            | Adversaire Score             | Adversaire Score                              | Adversaire Score       | Rang              |
| ---------------- | ------------------------ | ----------------------- | -------------------- | ---------------------------- | ------------------------ | --------------- | ---------------------------- | --------------------------------------------- | ---------------------- | ----------------- |
| Tournoi masculin | Monténégro Défaite 10-15 | Croatie Victoire 11-8   | Serbie Défaite 8-14  | Espagne Défaite 5-16         | Kazakhstan Victoire 15-7 | 5e              | Éliminés                     | Éliminés                                      | Éliminés               | Éliminés          |
| Tournoi féminin  | Canada Victoire 8-5      | Pays-Bas Victoire 15-12 | Espagne Défaite 9-15 | Afrique du Sud Victoire 14-1 | Non disputé              | 2e              | Places 5 à 8 ROC Défaite 8-9 | 5e place Canada Victoire 10-10 (4-2 t. a. b.) | Pays-Bas Victoire 14-7 | 5e                |